# ویکتور هورتا

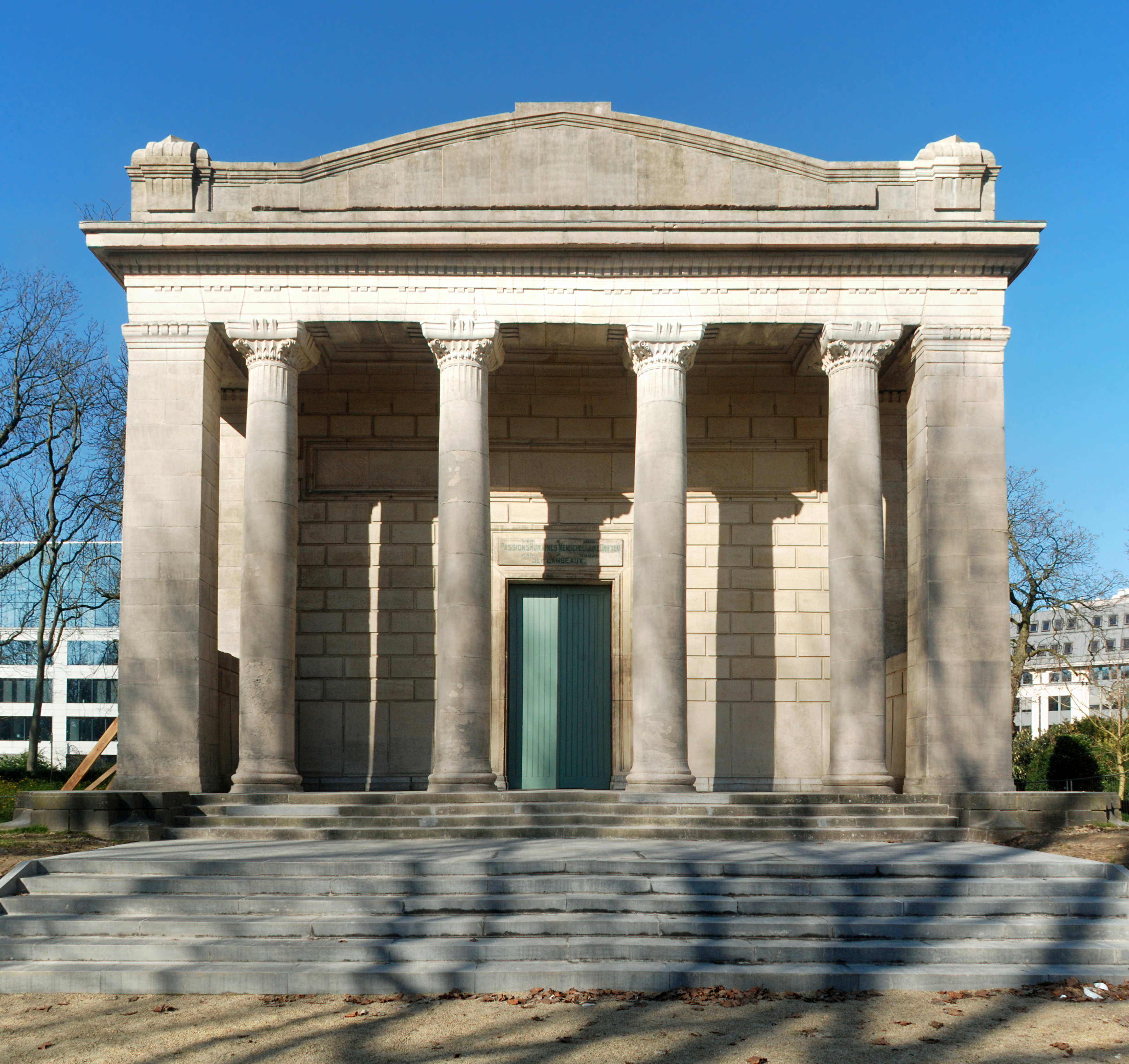
معبد احساسات انسانی، بروکسل (۱۸۹۷–۱۸۹۰ میلادی)

 ویکتور پی‌یر هورتا (به انگلیسی و به فرانسوی: Victor Pierre Horta‎) یا بارون ویکتور هورتا پس از ۱۹۳۲ میلادی؛ (زادۀ ۶ ژانویهٔ ۱۸۶۱ میلادی – درگذشتۀ ۸ سپتامبر ۱۹۴۷ میلادی) یک معمار و طراح اهل بلژیک بود؛ وی به عنوان یکی از معماران مشهور و بیان‌گذاران سبک آر نووُ شناخته می‌شود.
هتل تاسل او در بروکسل، ساخته شده در ۱۸۹۳–۱۸۹۲ میلادی، اغلب به عنوان اولین خانۀ هنر نو (آر نوُو) در نظر گرفته می‌شود. فرم‌های گیاهی پیچ‌در‌پیچ منحنی شکل‌ که هورتا استفاده می‌کرد، بر بسیاری دیگر از معماران و طراحان از جمله هکتور گیمارد معمار، که از آن در اولین خانه‌ای که در پاریس طراحی کرد و در ورودی‌هایی که برای متروی پاریس طراحی کرد، تأثیر گذاشت. او همچنین به دلیل پلان‌های باز و استفاده نوآورانه از آهن، فولاد و شیشه، از پیشروان معماری مدرن محسوب می‌شود.
آثار بعدی هورتا از هنر نو دور شد و با تاثیر از عناصر معماری کلاسیک مانند ستون‌ها، هندسی‌تر و رسمی‌تر شد. او از قاب‌های فولادی و نورگیرها برای وارد کردن نور به سازه‌ها، پلان‌های کف باز و جزئیات تزئینی ظریف استفاده کرد. آثار مهم بعدی او عبارتند از: خانۀ مردم/بروکسل (۱۸۹۹–۱۸۹۵ میلادی). مرکز هنرهای زیبای بروکسل (۱۹۲۹–۱۹۲۳ میلادی)؛ و ایستگاه مرکزی بروکسل (۱۹۵۲–۱۹۱۳ میلادی).
در سال ۱۹۳۲ میلادی، پادشاه آلبرت یکم به هورتا لقب بارون را به دلیل خدماتش در زمینۀ معماری اعطا کرد. چهار عدد از ساختمان‌هایی که او طراحی کرده‌ است به عنوان میراث جهانی یونسکو ثبت شده‌ است.

## زندگی و آثار اولیه

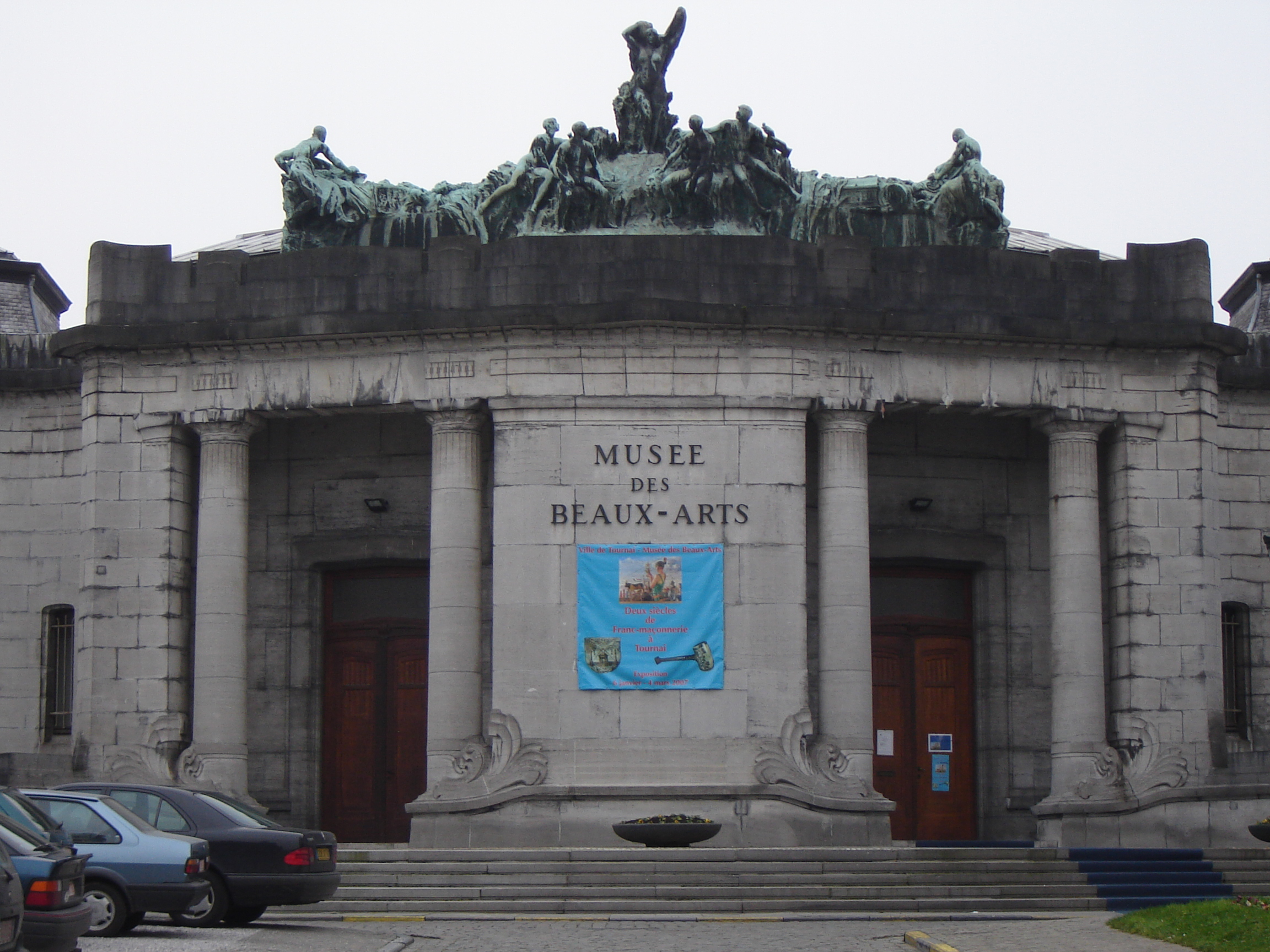
یکی از معماری های اثر ویکتور پی‌یر هورتا

ویکتور هورتا در ۶ ژانویه ۱۸۶۱ میلادی در گنت، بلژیک به دنیا آمد. پدرش یک کفاش چیره‌دست بود، که، همان‌طور که هورتا به یاد می‌آورد، صنعتگری را شکلی عالی از هنر می‌دانست. هورتای جوان با تحصیل موسیقی در کنسرواتوار سلطنتی گنت شروع کرد. او به دلیل رفتار نادرست اخراج شد و در عوض برای تحصیل در آکادمی سلطنتی هنرهای زیبا در گنت رفت. امروزه در کنسرواتوار گنت، کلاس درسی به نام او نامگذاری شده‌ است. زمانی که هفده ساله بود، به پاریس نقل مکان کرد و به همراه معمار و طراح ژول دیبویسون کار پیدا کرد.
پدر هورتا در سال ۱۸۸۰ میلادی درگذشت و هورتا به بلژیک بازگشت. او به بروکسل نقل مکان کرد و با همسر اولش ازدواج کرد که بعداً از او صاحب دو دختر شد. او تحصیل در رشتۀ معماری را در آکادمی سلطنتی هنرهای زیبا در بروکسل آغاز کرد. او با پل هانکار، یکی دیگر از پیشگامان اولیۀ معماری هنر نو، دوست شد. هورتا تحصیلات خود را به خوبی انجام داد و توسط استادش آلفونس بالات، معمار شاه لئوپولد دوم، به عنوان دستیار انتخاب شد. هورتا با بالات در ساخت گلخانه‌های سلطنتی لاکن در شمال بروکسل کار کرد، این اولین کار هورتا با استفاده از مصالح شیشه و آهن بود. در سال ۱۸۸۴ میلادی، هورتا برندۀ اولین جایزۀ گودُشارل برای معماری ساختمان جدید پیشنهادی برای پارلمان بلژیک شد. پس از فارغ‌التحصیلی از آکادمی سلطنتی، جایزۀ بزرگ معماری به او اهدا شد.
در سال‌های بعد، هورتا به انجمن مرکزی معماری بلژیک پیوست، سه خانه را به سبک سنتی طراحی و تکمیل کرد و در چندین مسابقه شرکت کرد. در سال ۱۸۹۲ میلادی، او به عنوان رئیس بخش طراحی گرافیک برای معماری در دانشگاه آزاد بروکسل منصوب شد و در سال ۱۸۹۳ میلادی به مقام استادی ارتقا یافت. در این زمان از طریق سخنرانی‌ها و نمایشگاه‌هایی که توسط گروه هنرمندان ۲۰‌ ها (Les XX) برگزار می‌شد، هورتا با جنبش هنر و صنایع دستی بریتانیا، تحولات در طراحی کتاب و به‌ ویژه پارچه‌ها و کاغذ دیواری‌ها آشنا شد که آثار بعدی او را تحت تأثیر قرار داد.
در سال ۱۸۹۳ میلادی، هورتا یک خانۀ شهری به نام خانۀ اوتریک برای دوستش یوژن اوتریک ساخت. فضای داخلی به دلیل بودجۀ محدود دارای پلان سنتی بود، اما در نمای ساختمان برخی از عناصر را به سبکِ کامل آرت نوُو توسعه داد، شامل استفاده از ستون‌های آهنی و طرح‌های گل سرامیکی. در سال ۱۸۹۴ میلادی، هورتا به عنوان رئیس انجمن مرکزی معماری بلژیک انتخاب شد، اگرچه سال بعد در پی اختلافی که به دلیل دریافت حق‌العملی که برای یک کودکستان در خیابان سن-گیسلین/سینت-گیسلینسترات در ناحیۀ مارولس/مارولن بروکسل پیش آمد، بدون رقابت عمومی استعفا داد.

هورتا در طول زندگی خود بسیار تحت تأثیر نظریه‌پرداز معماریِ اهل فرانسه، اوژن ویوله لودوک قرار داشت، نظرات ویوله لودوک کاملاً با ایده‌های او یکسان بود. او در سال ۱۹۲۵ میلادی نوشت:
از سال ۱۸۴۰ میلادی، تئوری‌های اوژن ویوله لودوک تحلیلی هوشمندانه، دقیق و سازنده از هر عنصر در معماری است که کل معماری را به منشأ مطلق خود می‌رساند – ساختی که از آن هر شکلی از هنر می‌تواند ظهور کند.

## خانه‌های شهری و آغاز هنر نو

### هتل تاسل (۱۸۹۳–۱۸۹۲)
موفقیت بزرگ هورتا در سال ۱۸۹۲ میلادی اتفاق افتاد، زمانی که او مأمور شد خانه‌ای را برای دانشمند و پروفسور امیل تاسل طراحی کند. هتل تاسل در سال ۱۸۹۳ میلادی تکمیل شد. نمای سنگی که برای هماهنگی با ساختمان‌های همجوار طراحی شده بود، نسبتاً سنتی بود، اما فضای داخلی به طرز شگفت‌انگیزی جدید بود. هورتا از فن‌آوری‌های شیشه و آهن، که در گلخانه‌های سلطنتی لاکن به کار گرفته بود، برای ایجاد فضای داخلی سرشار از نور و وسعت فضا استفاده کرد. خانه در اطراف یک راه پلۀ (پلکان) مرکزیِ باز، ساخته شده بود. تزیینات داخلی دارای خطوط پیج‌در‌پیچ بود که برگرفته از تاک‌های انگور و گل‌ها بود که در نرده‌های آهن‌کاری راه پله، در کاشی‌های کف، در شیشه‌های درها و نورگیرها تکرار می‌شد و روی دیوارها نقاشی می‌شد. این ساختمان به‌طور گسترده‌ای به عنوان اولین ظهور هنر نو (آر نوُو) در معماری شناخته شده‌ است. در سال ۲۰۰۰ میلادی، این خانه به همراه با سه خانۀ شهری دیگر که بلافاصله پس از آن طراحی شدند، به عنوان میراث جهانی یونسکو معرفی شدند. یونسکو در تعیین این مکان‌ها توضیح داد: «انقلاب سبکی این آثار با بازنمایی پلان باز، انتشار نور و پیوستگی درخشان خطوط منحنی تزئینات به ساختار ساختمان مشخص می‌شود».

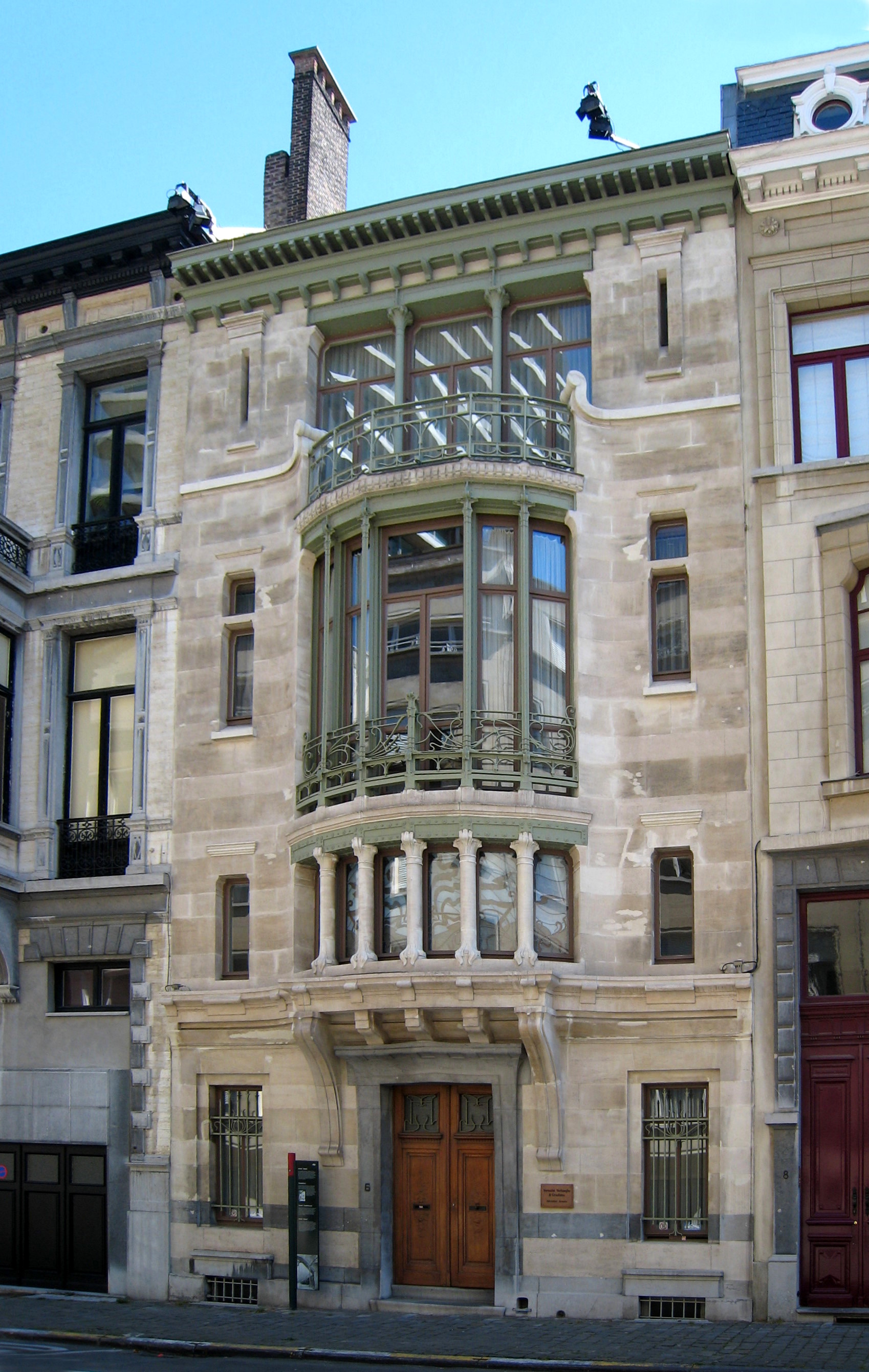
نمای هتل تاسل، بروکسل (۱۸۹۳)
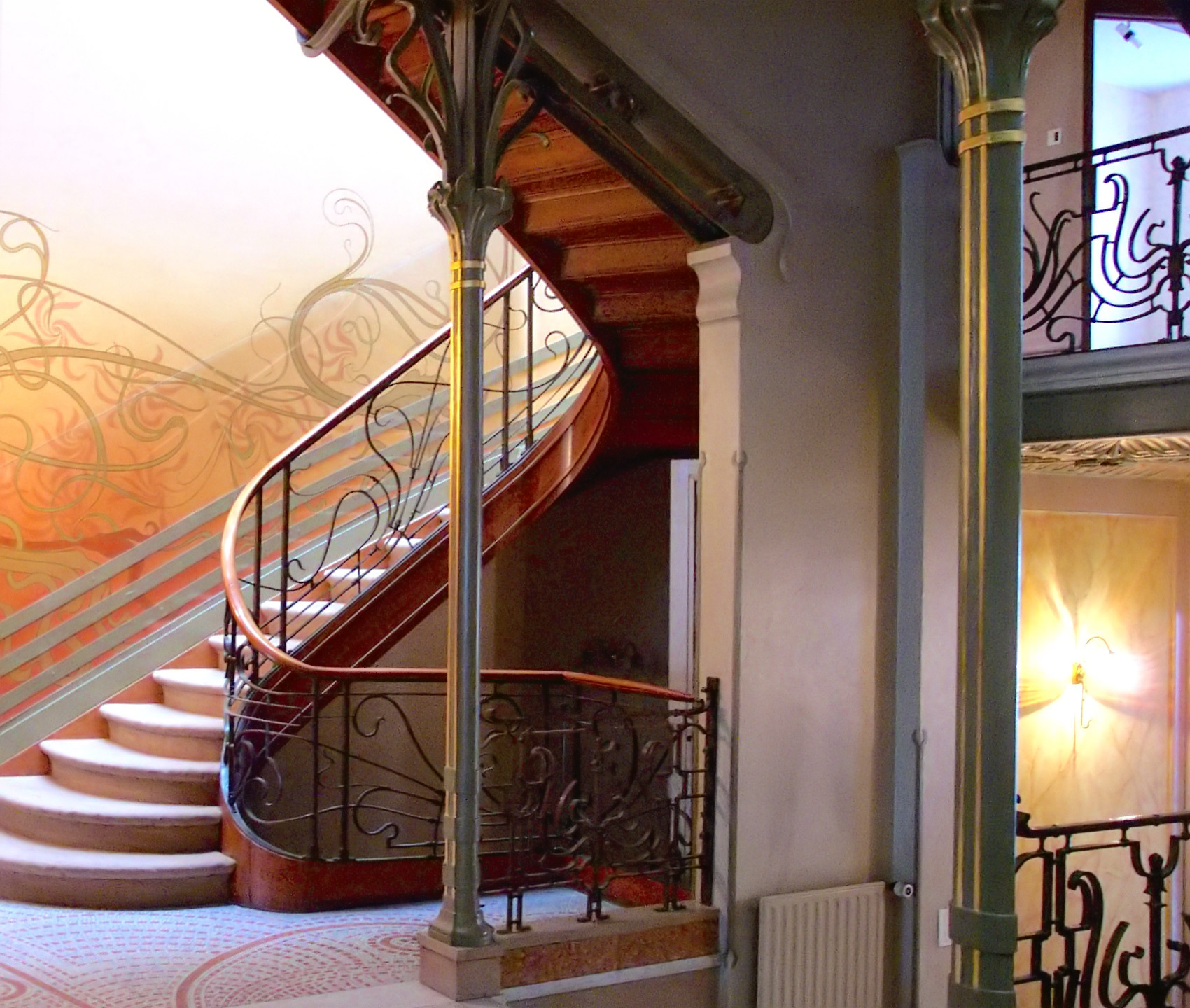
پلکان هتل تاسل
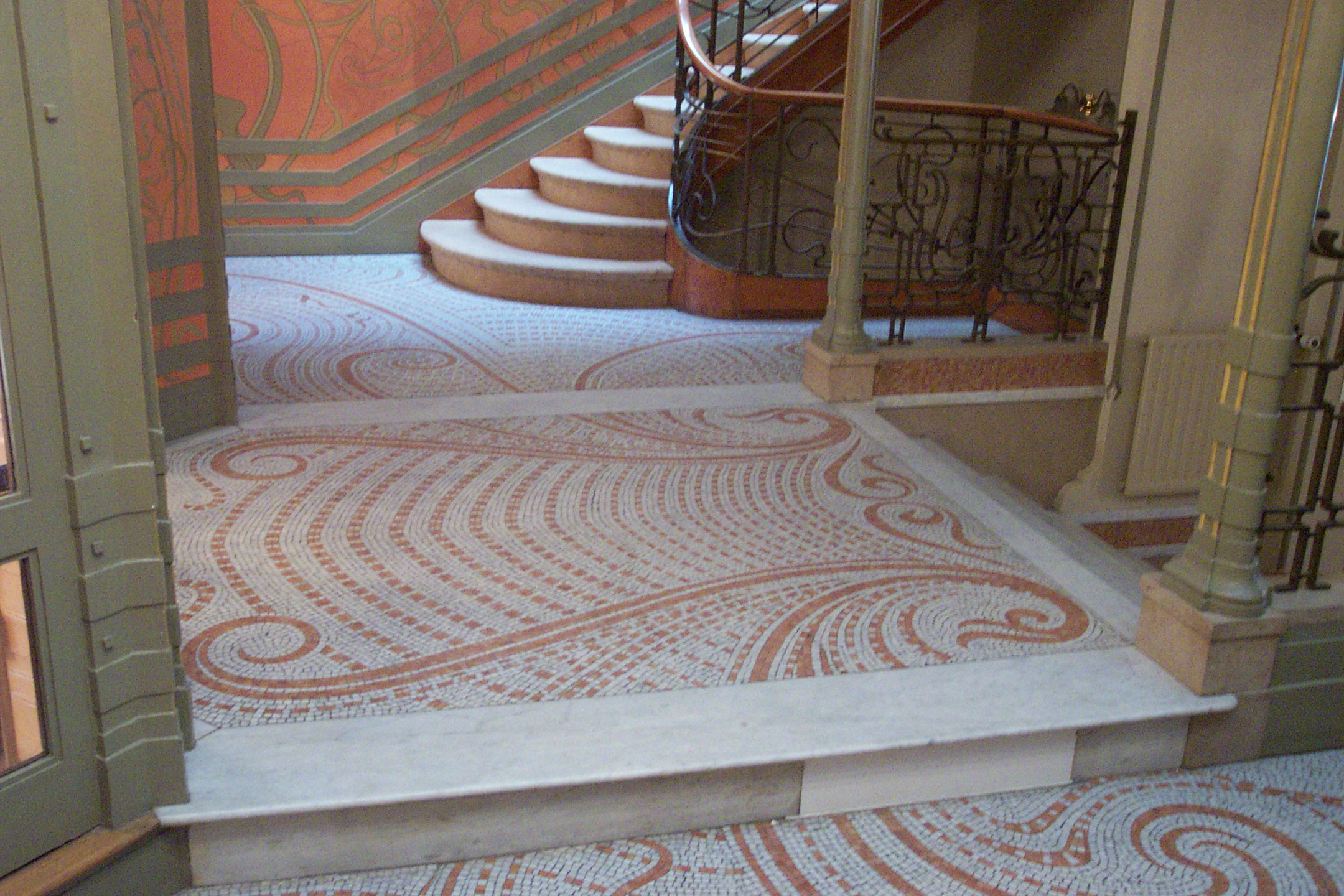
کف هتل تاسل، با مشخصۀ طرح گیاهی پیچ‌دار

### هتل سلوی (۱۹۰۰–۱۸۹۸)
هتل سلوی، در خیابان لوئیز در بروکسل، برای آرماند سلوی، پسر شیمیدان، صنعتگر و نیکوکار بلژیکی ارنست سلوی ساخته شد. هورتا تقریباً بودجه نامحدودی داشت و از عجیب‌ترین مواد در ترکیب‌های غیرمعمول مانند مرمر، برنز و چوب‌های نادر استوایی در دکوراسیون راه پله استفاده می‌کرد. دیوارهای پلکان توسط نقاش پوینتیلیست، تئو ون ریسلبرگه تزئین شده‌ است. هورتا تمام جزئیات از جمله زنگ در برنزی و شمارۀ پلاک خانه را برای مطابقت با سبک کلی، طراحی کرد.

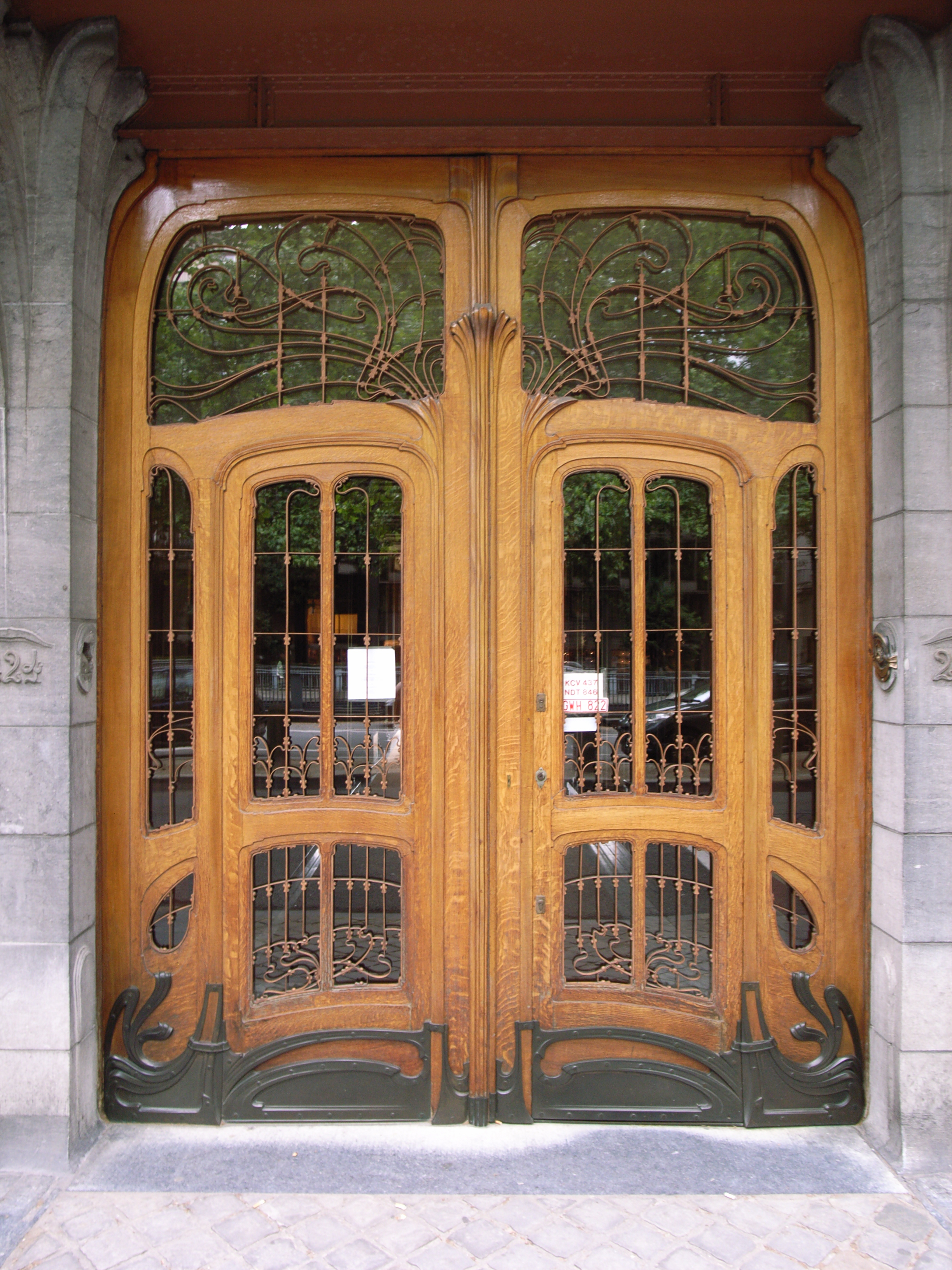
ورودی هتل سلوی، بروکسل (۱۹۰۰–۱۸۹۸)
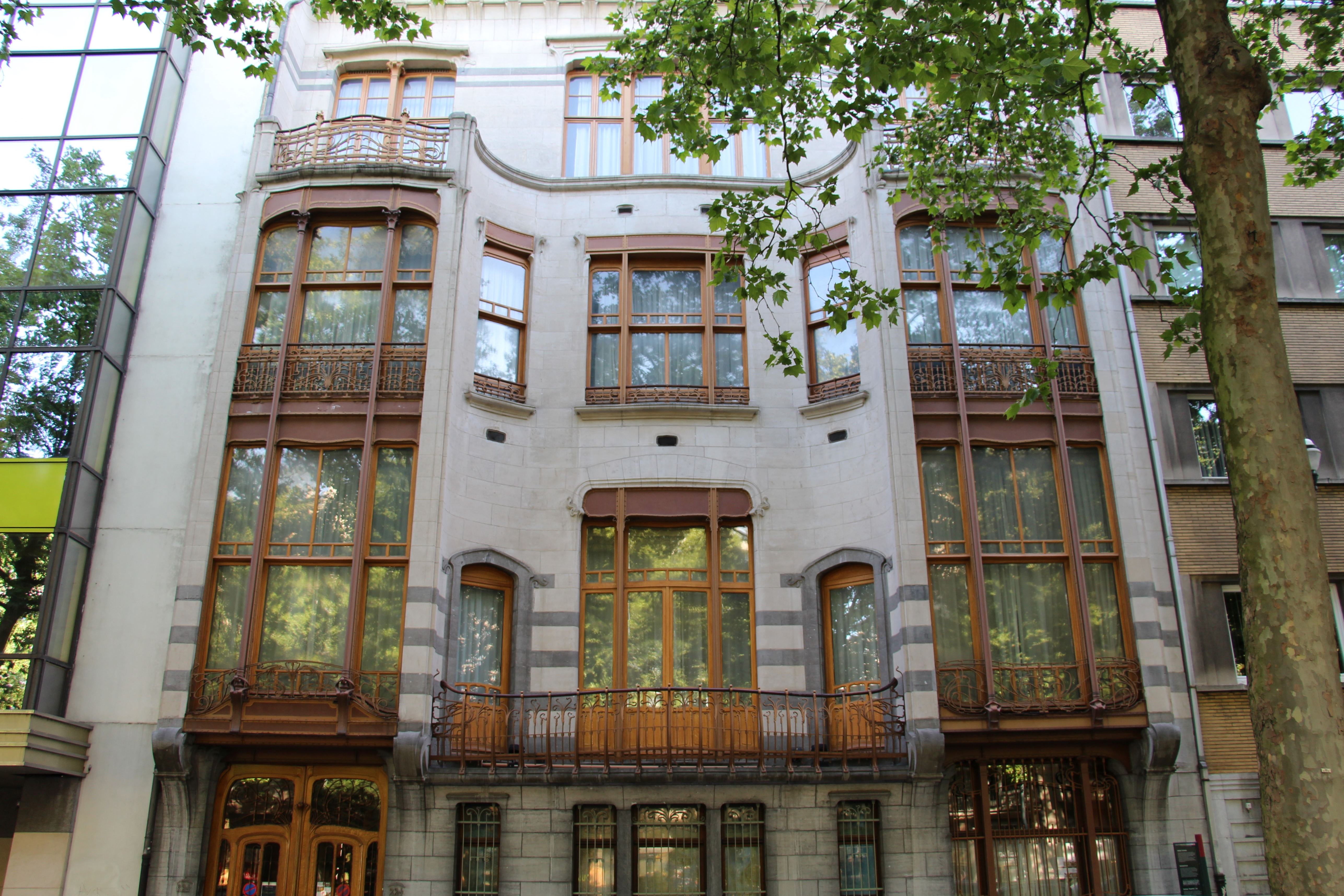
نمای هتل سلوی
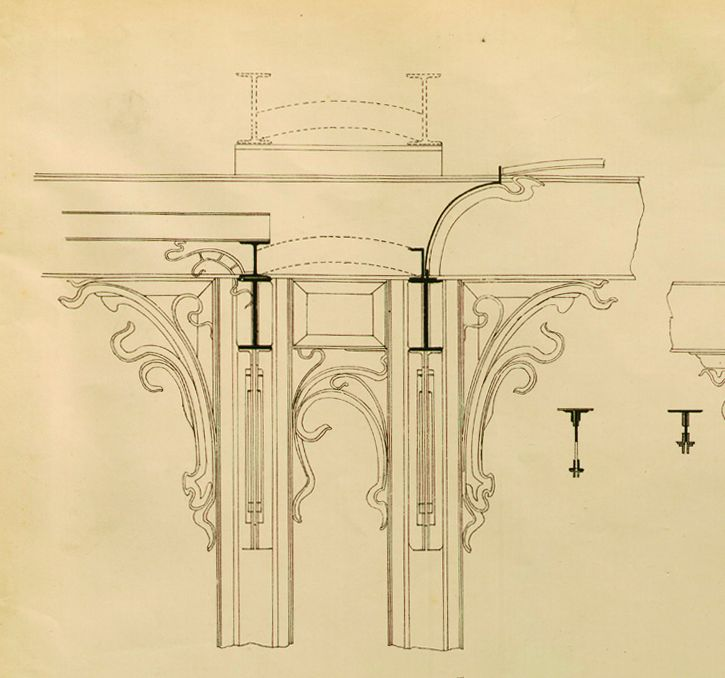
طراحی دکوراسیون داخلی هتل سلوی توسط هورتا
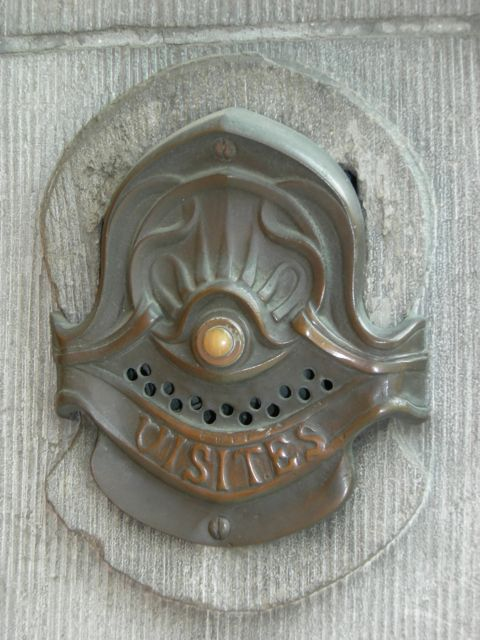
زنگ در هتل سلوی

### هتل ون ایتولده (۱۹۰۰–۱۸۹۸)
هتل ون ایتولده یکی از موفق‌ترین و مبتکرانه‌ترین ساختمان‌های هورتا به حساب می‌آید، زیرا فضای داخلیِ باغ زمستانی بسیار اصیل و جزئیات تخیلی در سراسر آن وجود دارد. به ویژه پلان طبقات باز هتل ون ایتولده بدیع بوده و نور فراوانی را هم به صورت افقی و هم به صورت عمودی وارد فضا می‌کند و احساسی عالی از محیط ارائه می‌دهد. یک حیاط مرکزی تا ارتفاع ساختمان بالا رفته و از نورگیر بالا نور می‌گیرد. در طبقۀ اصلی، سالن‌های بیضی شکل به حیاط باز می‌شوند و همچنین از پنجره‌های بزرگ ورودی نور دریافت می‌کنند. از هر یک از سالن‌های طبقۀ اصلی می‌توان از یک سوی ساختمان به سمت دیگر نگاه کرد.

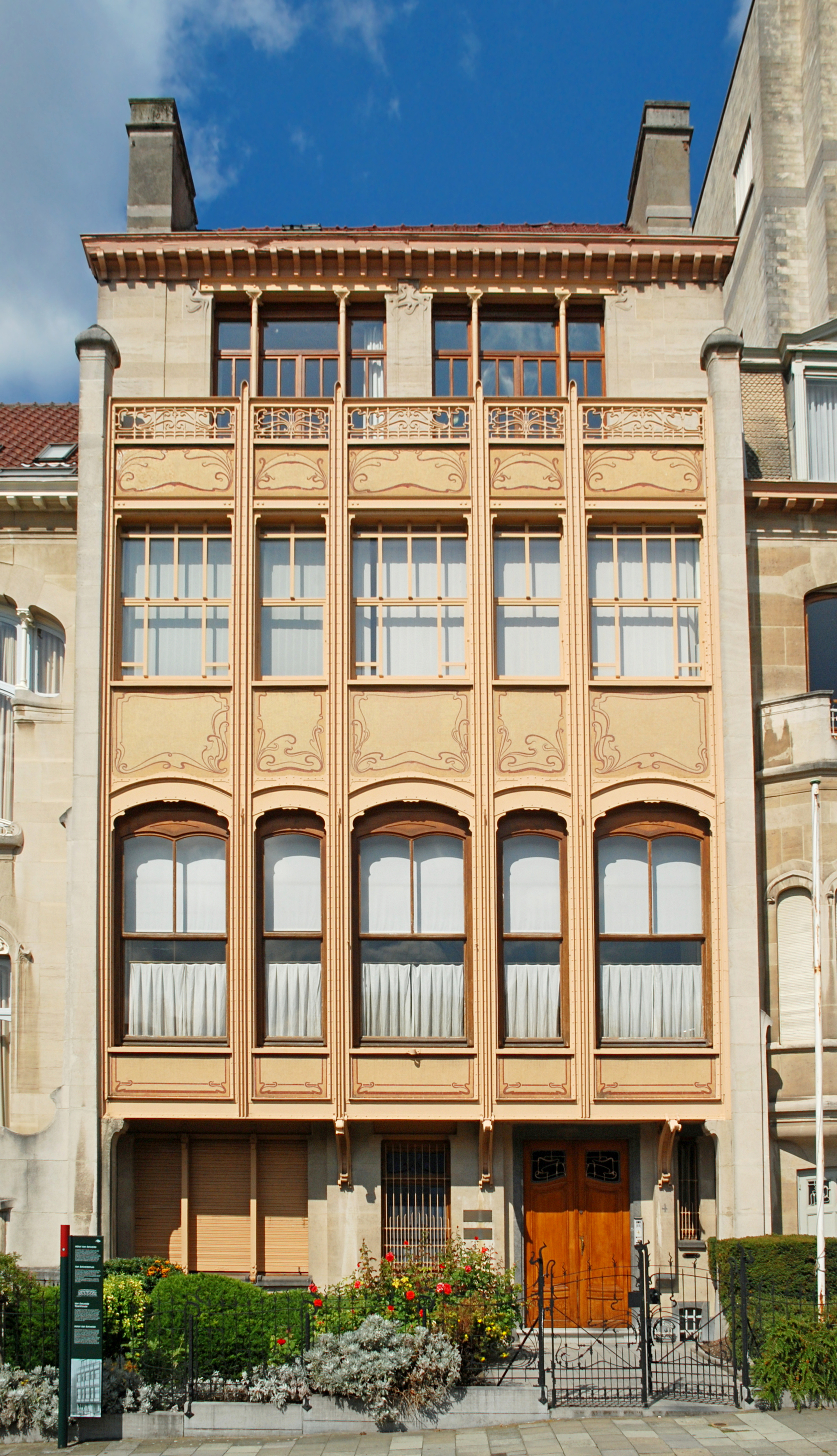
نمای هتل ون ایتولده، بروکسل (۱۹۰۰–۱۸۹۸)
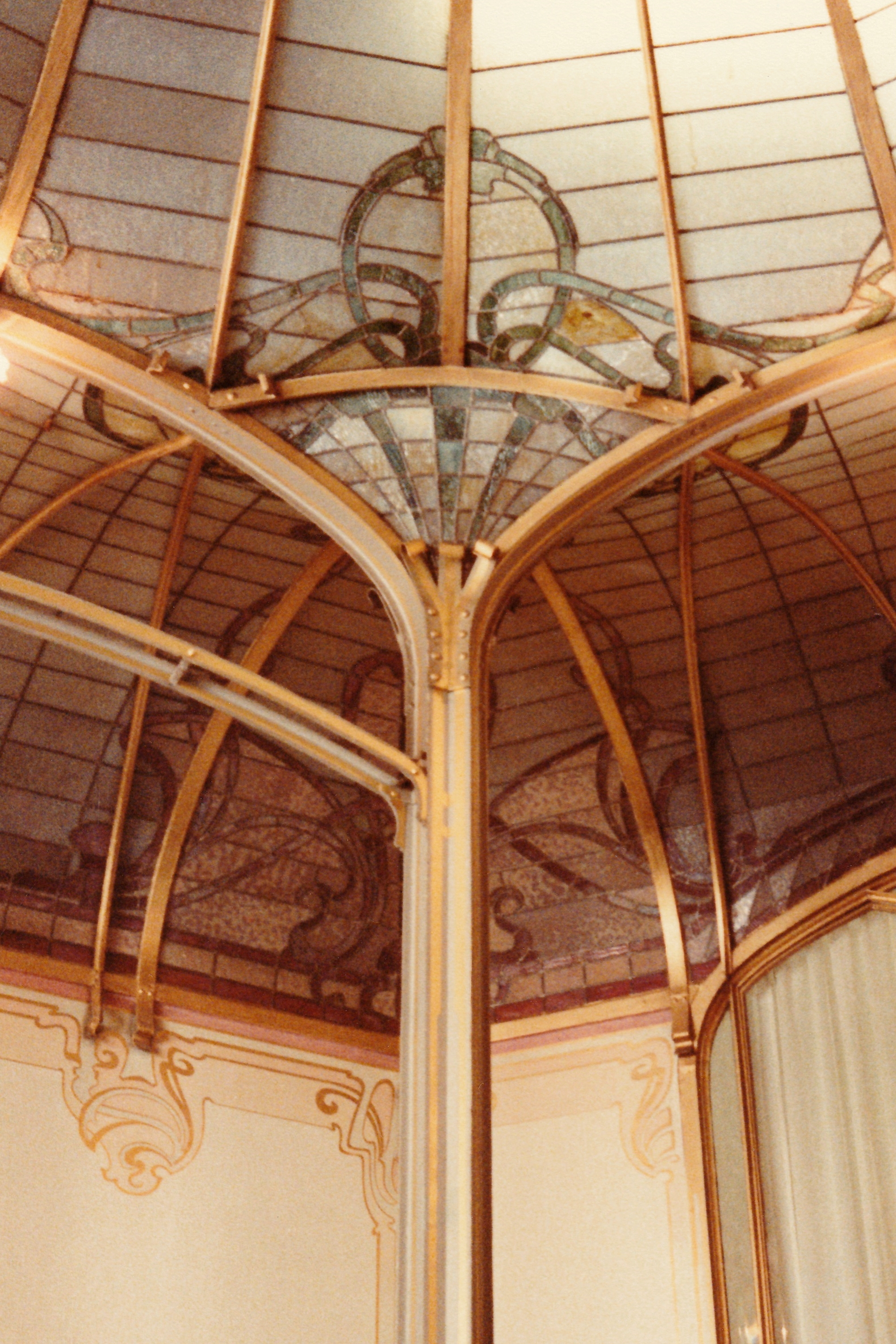
جزئیات باغ زمستانی هتل ون ایتولده
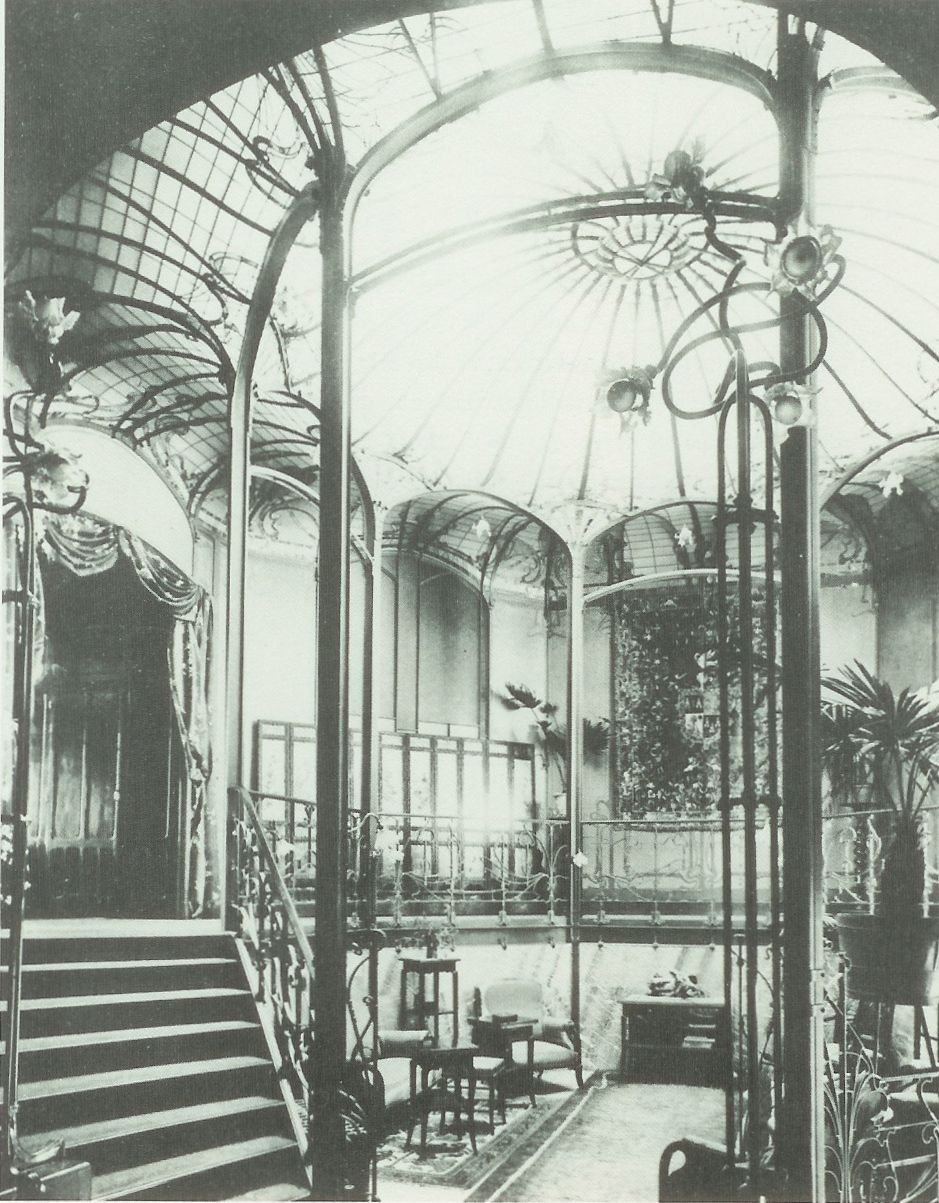
باغ زمستانی هتل ون ایتولده
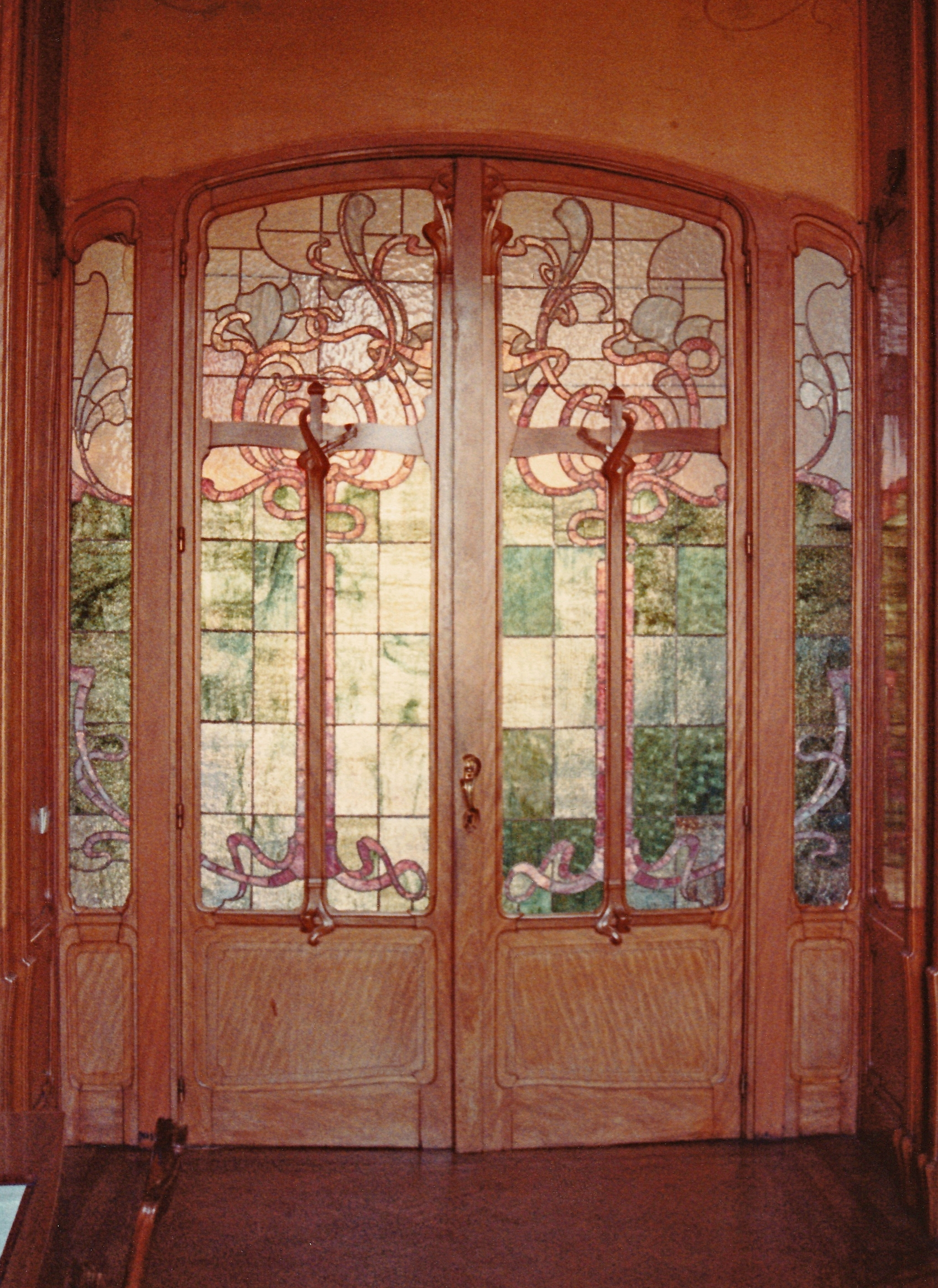
درب با شیشۀ رنگی
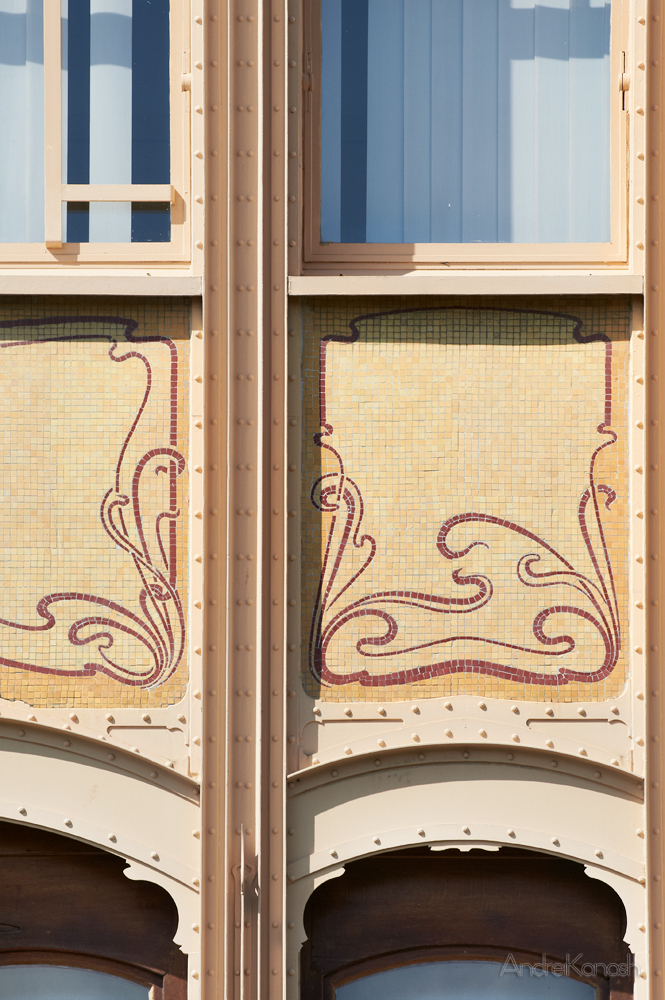
جزئیات نمای هتل ون ایتولده

### خانه و استودیو هورتا (۱۹۰۱–۱۸۹۸)
خانه و استودیو هورتا، که اکنون موزۀ هورتا است، محل سکونت و دفتر هورتا بود، و مطمئناً نسبت به سایر خانه‌ها ساده‌تر بود، اما ویژگی‌های اصلی خود را داشت و به همان اندازه مهارت و تسلط بر جزئیات داشت. او ترکیبات غیرمعمولی از مصالح، مانند چوب، آهن و مرمر در دکوراسیون راه پله ایجاد کرد.
عنصر بدیع در خانه‌های هورتا و سپس ساختمان‌های بزرگ‌تر او، جست‌وجوی او برای حداکثر شفافیت و نور بود، دستیابی به چیزی که اغلب با ساخت و سازهای باریک در بروکسل دشوار است. او با استفاده از پنجره‌های بزرگ، نورگیرها، آینه‌ها و به‌ ویژه با پلان‌های بازش که از هر سو و از بالا نور وارد فضا می‌کردند، به این مهم دست یافت.

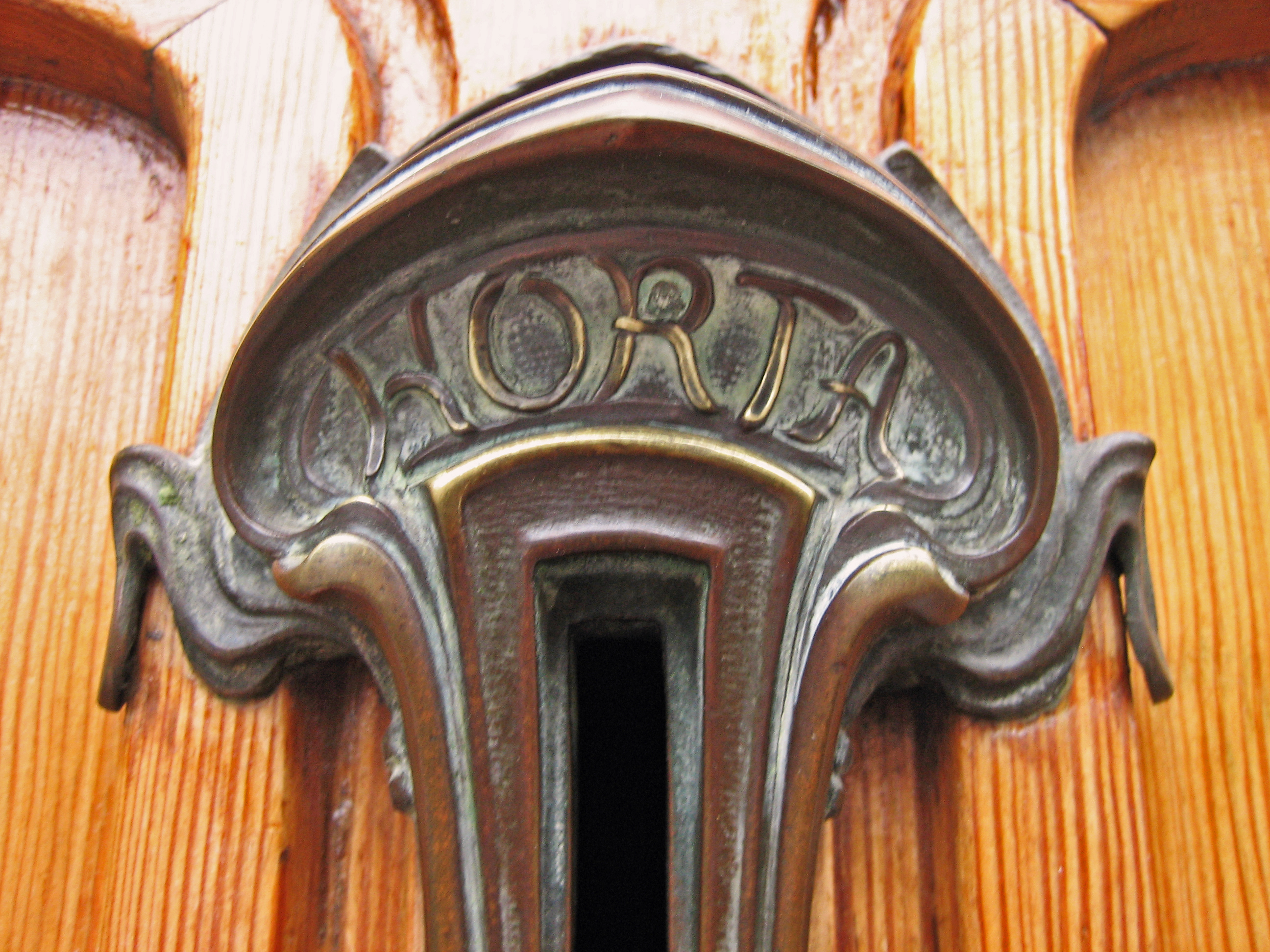
جزئیات درب موزۀ هورتا، بروکسل (۱۹۰۱–۱۸۹۸)
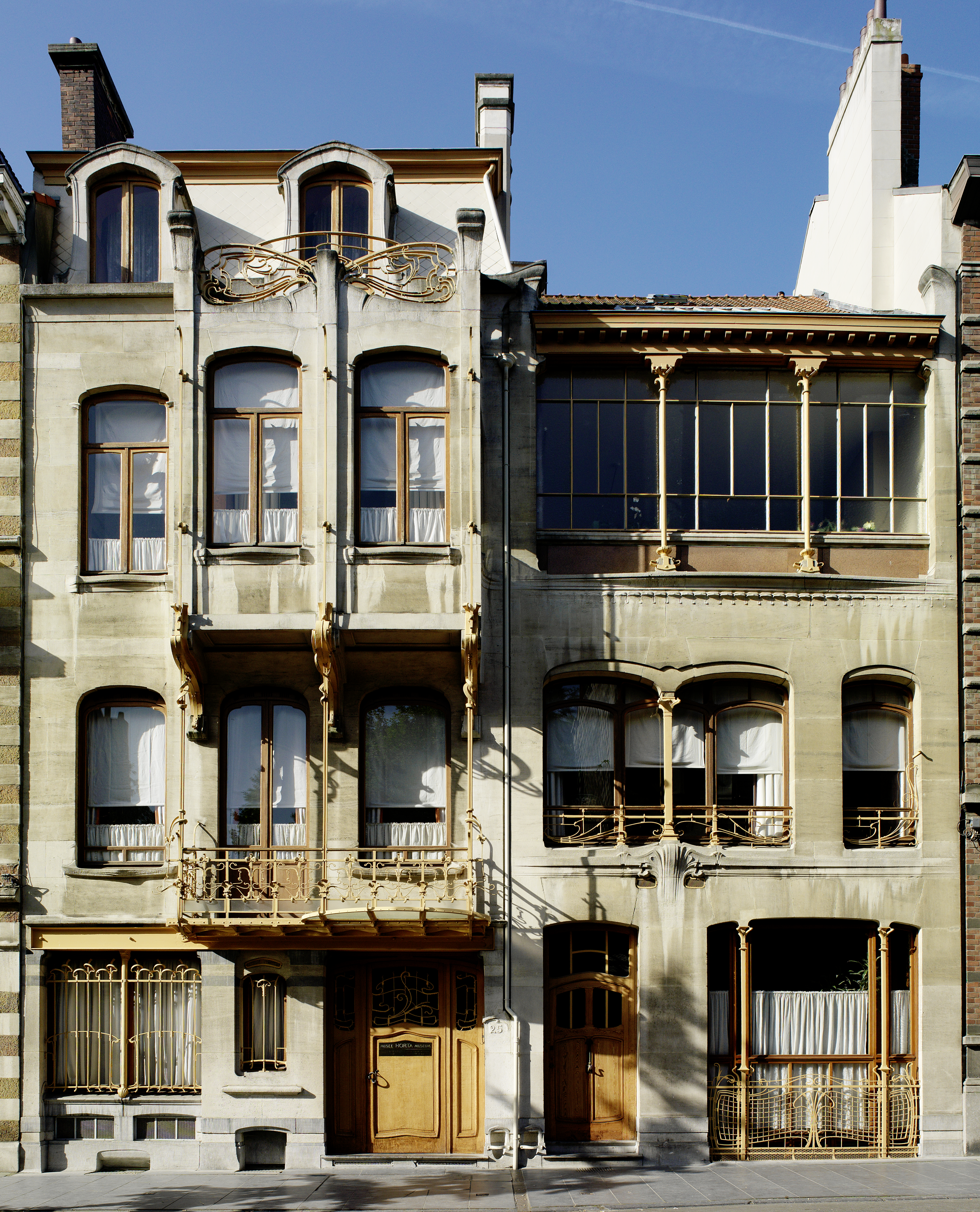
موزۀ هورتا، متشکل از محل اقامت و کارگاه هورتا در جوار هم
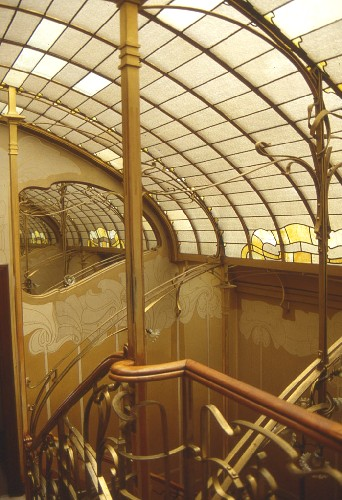
پلکان و نورگیر و راه پله موزۀ هورتا
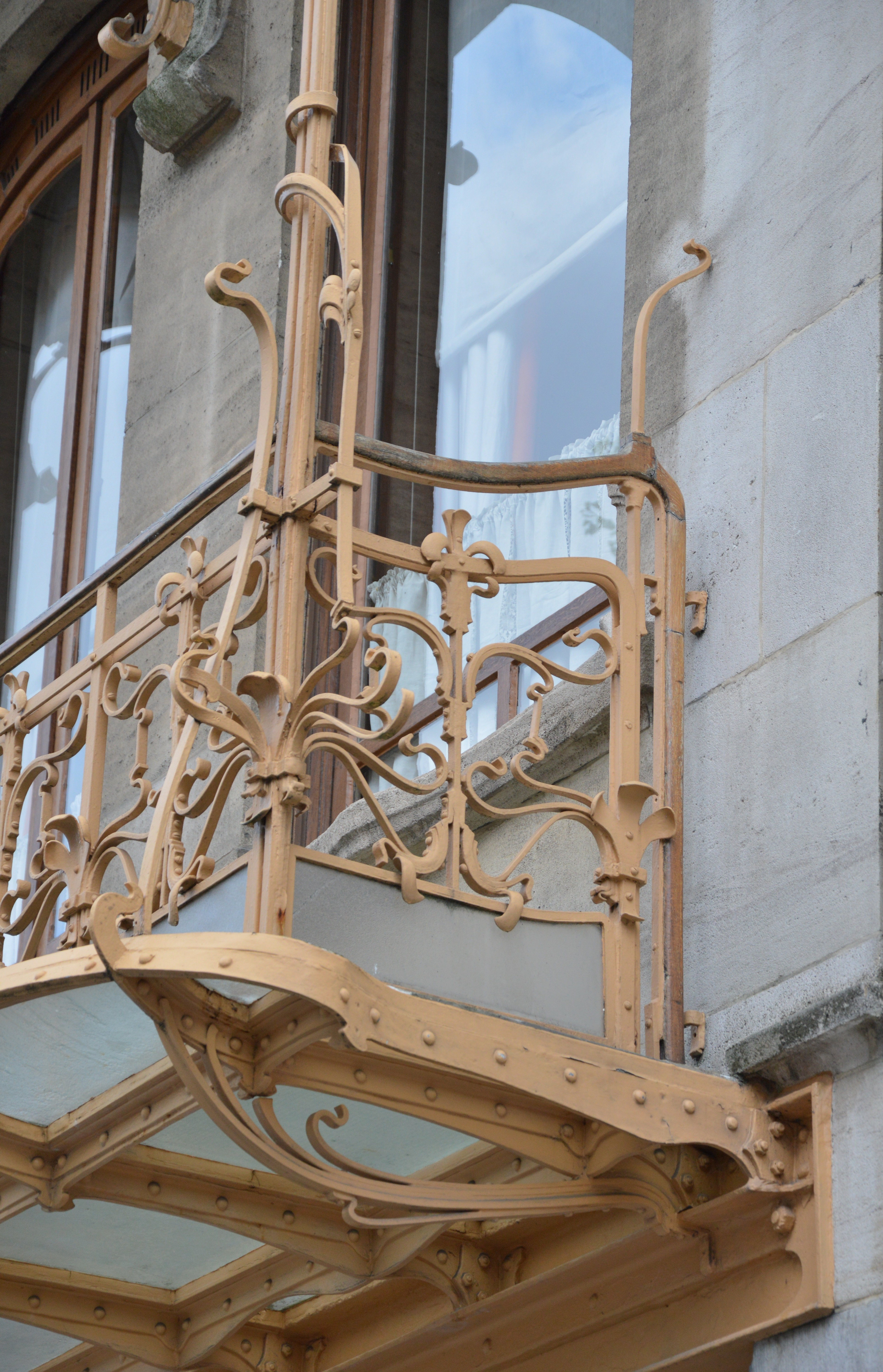
بالکن موزۀ هورتا

### هتل اوبک (۱۹۰۲–۱۸۹۹)
هتل اوبک در بروکسل یکی از خانه‌های اواخر عمر او بود که برای صنعتگری به نام اُکتاو اوبک ساخته شد. مانند دیگر خانه‌های او، یک نورگیر بر روی راه پله مرکزی وجود داشت که خانه را پر از نور می‌کرد. از دیگر ویژگی‌های آن شکل هشت‌ضلعی اتاق‌ها و سه نما با پنجره‌هایی بود که برای حداکثر نور طراحی شده بودند. مالک در ابتدا تمایل داشت مبلمان اصلی خانوادگی خود را حفظ کند، اما به دلیل شکل عجیب اتاق‌ها، هورتا مأمور ایجاد مبلمان جدید شد.
در سال ۱۹۴۸ میلادی، هنر نو از مد افتاده بود، خانه به مالک جدیدی فروخته شد که می‌خواست آن را خراب کند. جنبشی برای حفظ خانه آغاز شد، اما در نهایت فقط نما و اثاثیه توسط شهر بروکسل نجات یافت. نمای خارجی از هم جدا شده و در انبار قرار گرفت و پیشنهاد‌های زیادی برای بازسازی آن ارائه شد، اما هیچ‌ کدام عملی نشد. برخی از اثاثیه در حال حاضر در موزۀ اورسی در پاریس به نمایش گذاشته شده‌ است.

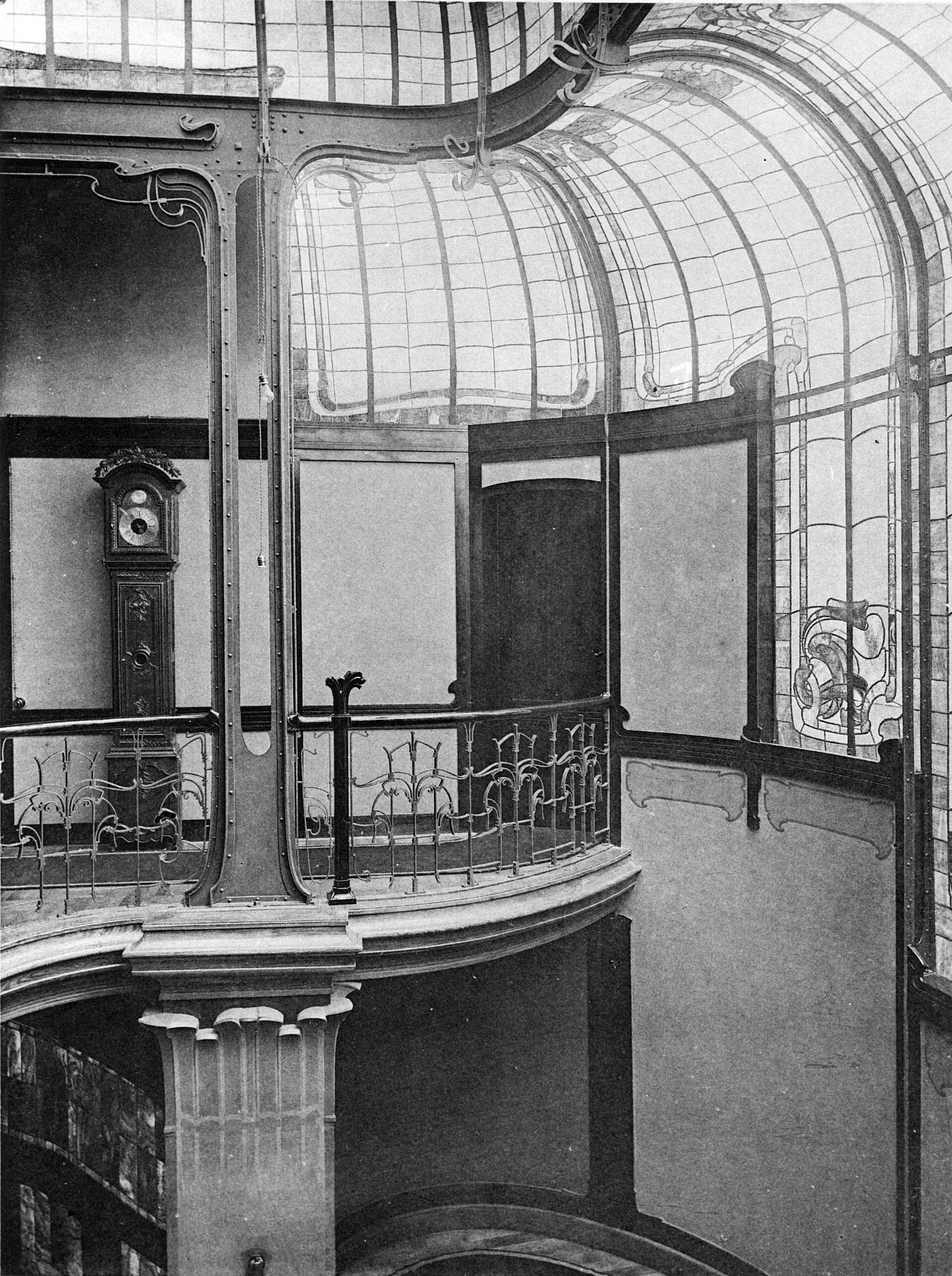
قسمت بالای سالن در هتل اوبک، بروکسل (۱۹۰۲–۱۸۹۹)
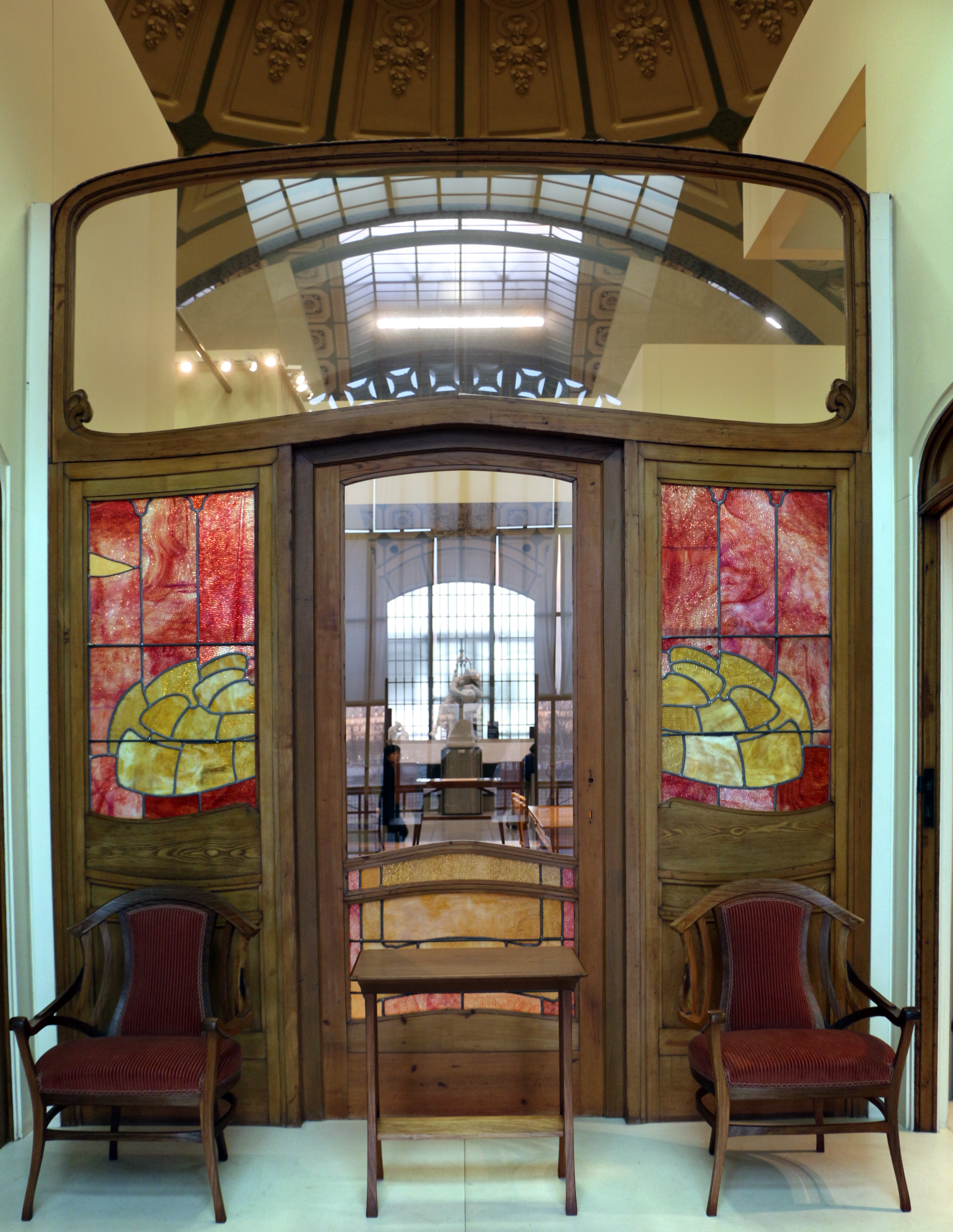
اثاثیه هتل اوبک در موزۀ اورسی پاریس به نمایش گذاشته شده‌ است
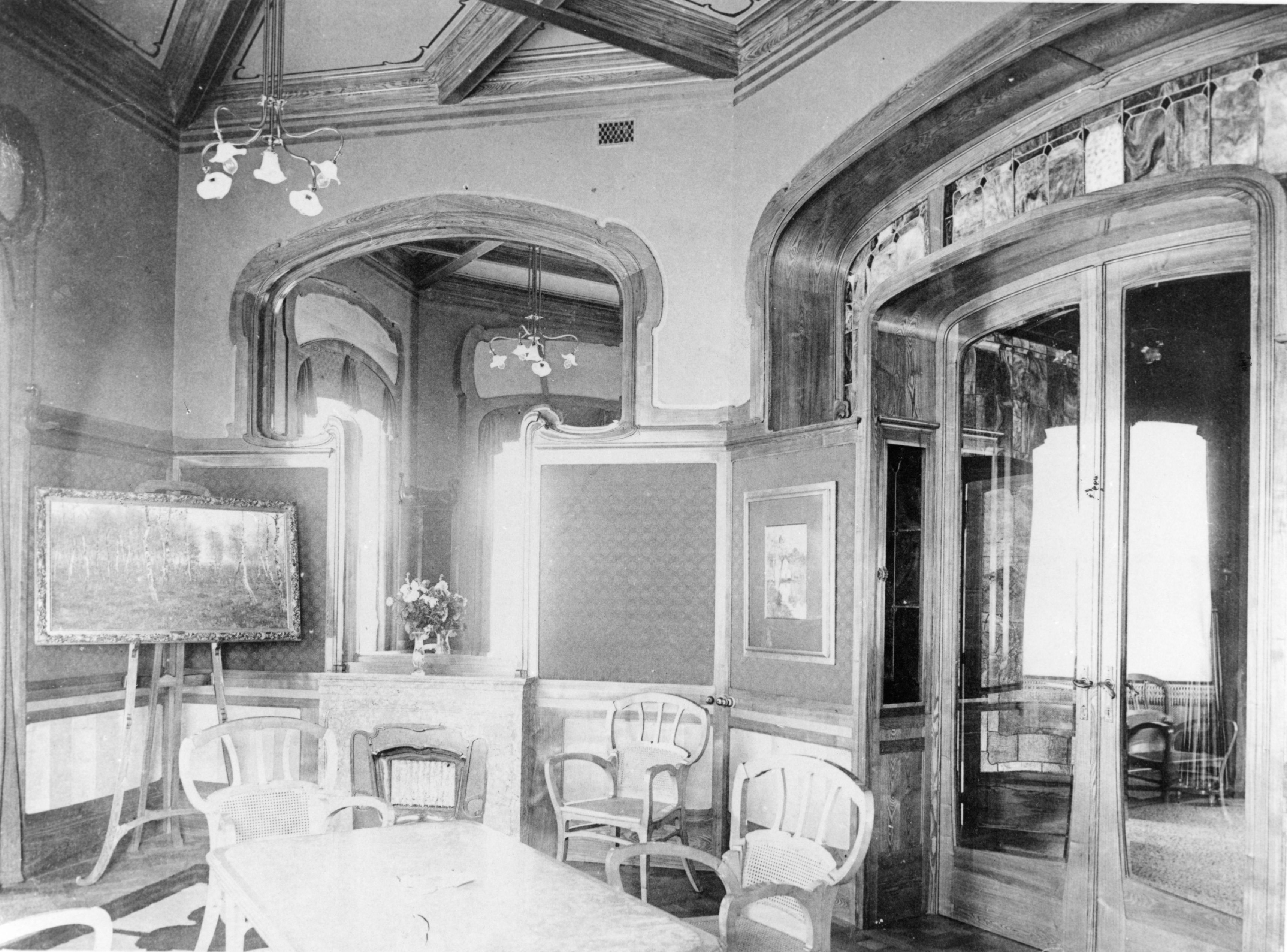
سالن هتل اوبک

### خانهٔ مردم (۱۸۹۹–۱۸۹۵)
در حالی که هورتا در حال ساخت خانه‌های مجلل شهری برای ثروتمندان بود، ایده‌های خود را در ساختمان‌های کاربردی‌تر نیز به کار گرفت. از سال ۱۸۹۵ تا ۱۸۹۹ میلادی، او «خانهٔ مردم» (مزون دو پُیپل)، مقر حزب کارگران بلژیک (POB/BWP) را طراحی و اجرا کرد. یک سازۀ بزرگ شامل دفاتر، اتاق‌های جلسه، یک کافه و یک سالن کنفرانس و کنسرت با ظرفیت بیش از ۲۰۰۰ نفر بود. ساختمانی کاملاً کاربردی بود که از ستون‌های فولادی با دیوارهای پرده‌ای ساخته شده بود. برخلاف خانه‌های او، عملاً هیچ تزئینی وجود نداشت. تنها ویژگی قابل تشخیص هنر نو، خمیدگی جزئی ستون‌های فولادی پشت بام بود. مانند اکثر خانه‌های او، ساختمان به گونه‌ای طراحی شده بود که حداکثر استفاده از نور را داشته باشد، با نورگیرهای بزرگ بالای اتاق جلسۀ اصلی. این ساختمان علیرغم اعتراضات بین‌المللی و درخواست بیش از ۷۰۰ معمار، در سال ۱۹۶۵ میلادی تخریب شد. مصالح ساختمان برای بازسازی احتمالی ذخیره شد، اما در نهایت در اطراف بروکسل پراکنده شدند. برخی از قطعات برای ساخت سیستم متروی بروکسل استفاده شد.

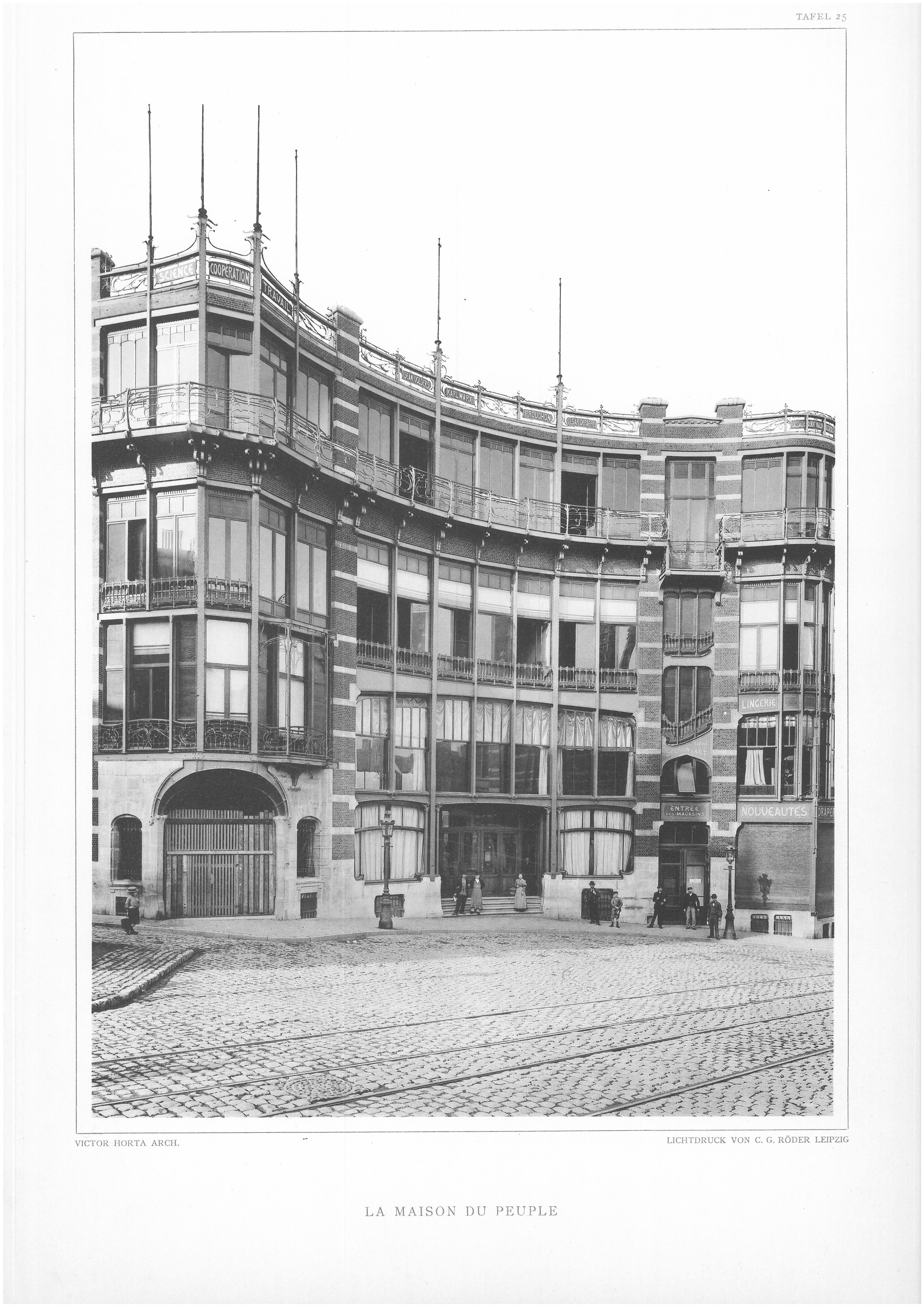
نمای خانهٔ مردم، بروکسل (۱۸۹۵–۱۸۹۹)
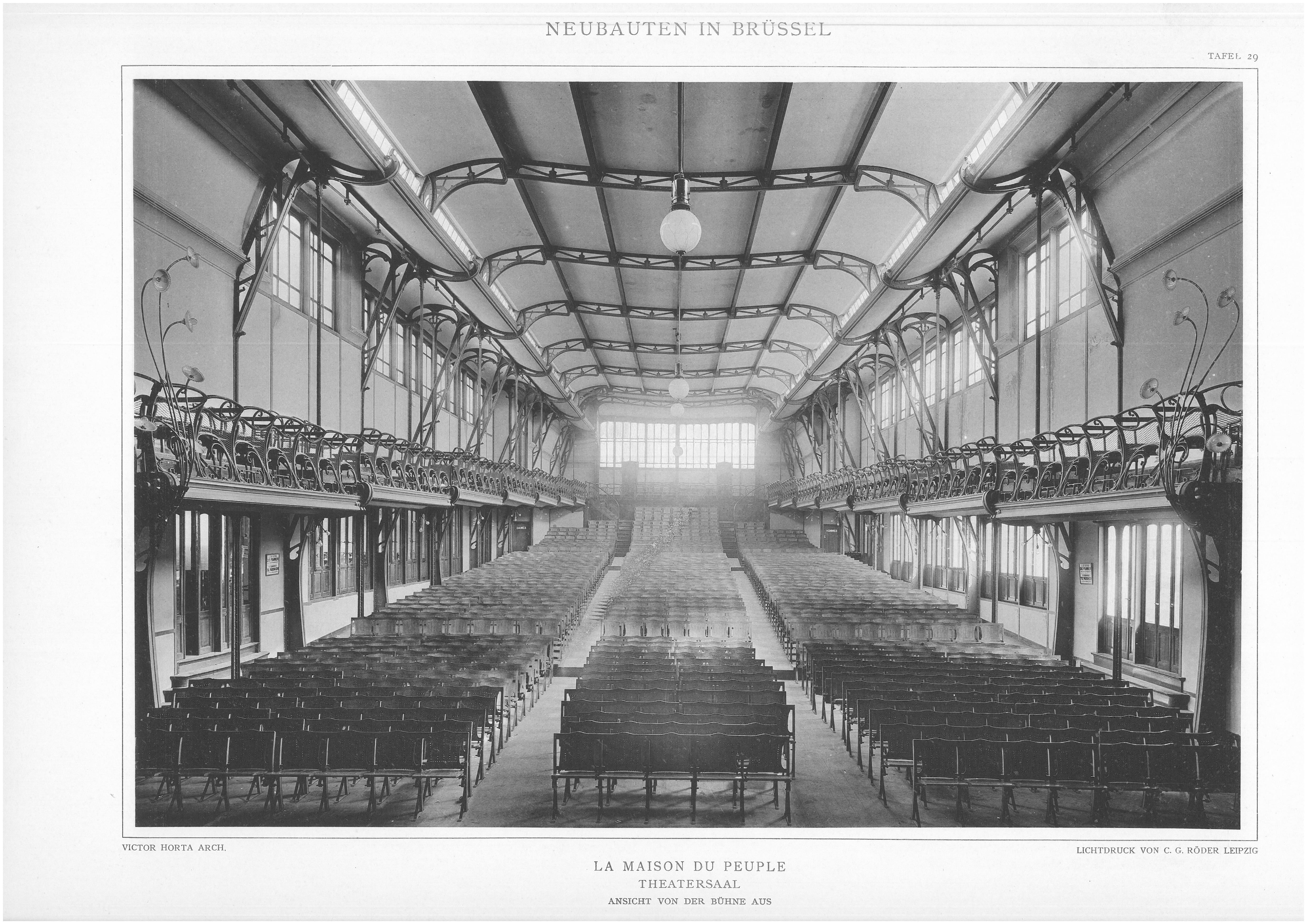
سالن تئاتر و اجتماعات خانهٔ مردم
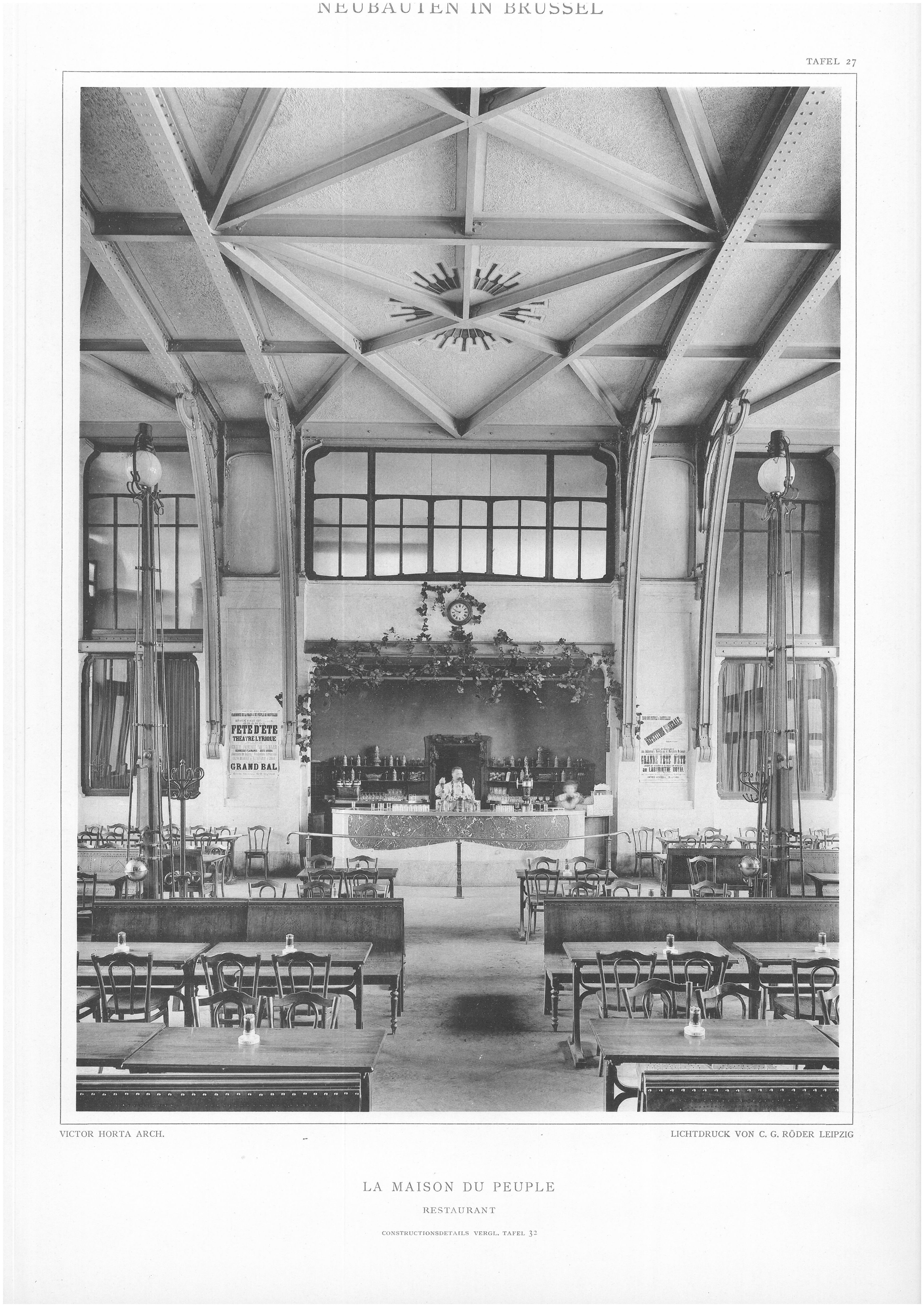
رستوران خانهٔ مردم

با شروع حدود سال ۱۹۰۰ میلادی، ساختمان‌های هورتا به تدریج از نظر فُرمی ساده‌تر شدند، اما همیشه با توجه زیادی به عملکرد و هنر ساخته می‌شدند. در آغاز در سال ۱۹۰۳ میلادی، او بازار بزرگ آنسپاخ، یک فروشگاه بزرگ را با استفاده از پنجره‌های بزرگ، طبقات وسیع و باز، همینطور تزئینات آهن فرفورژه ساخت. در سال ۱۹۰۷ میلادی، هورتا موزۀ هنرهای زیبا را در تورنه طراحی کرد، اگرچه به دلیل جنگ تا سال ۱۹۲۸ میلادی افتتاح نشد.

### فروشگاه‌های وُاکز (۱۹۰۵)
فروشگاه‌های وُاکز (در حال حاضر مرکز کمیک استریپ بلژیک) در ابتدا یک فروشگاه بزرگ بود که در زمینۀ منسوجات تخصص داشت. هورتا در طراحی آن از تمام مهارت خود در فولاد و شیشه استفاده کرد تا فضاهای باز دراماتیک ایجاد کند و نور فراوانی از بالا به آن‌ها بدهد. نورگیر فولادی و شیشه‌ای با تاثیر از تزئیناتی چون ستون‌های نئوکلاسیک ترکیب شده‌ است. پس از مرگ وُاکز در سال ۱۹۲۰ میلادی، ساختمان شروع به از بین رفتن کرد و در سال ۱۹۷۰ میلادی، شرکت درهای خود را بست. ژان دلهی، کمک سابق هورتا، ساختمان را از تخریب نجات داد و تا ۱۶ اکتبر ۱۹۷۵ میلادی، به دلیل ارتباط آن با هورتا، به عنوان یک مکان تاریخی حفاظت شده اعلام شد. در حال حاضر این موزه‌ با تخصص خاص بلژیکی (کمیک استریپ)، اتاقی نیز دارد که به هورتا اختصاص داده شده‌ است.

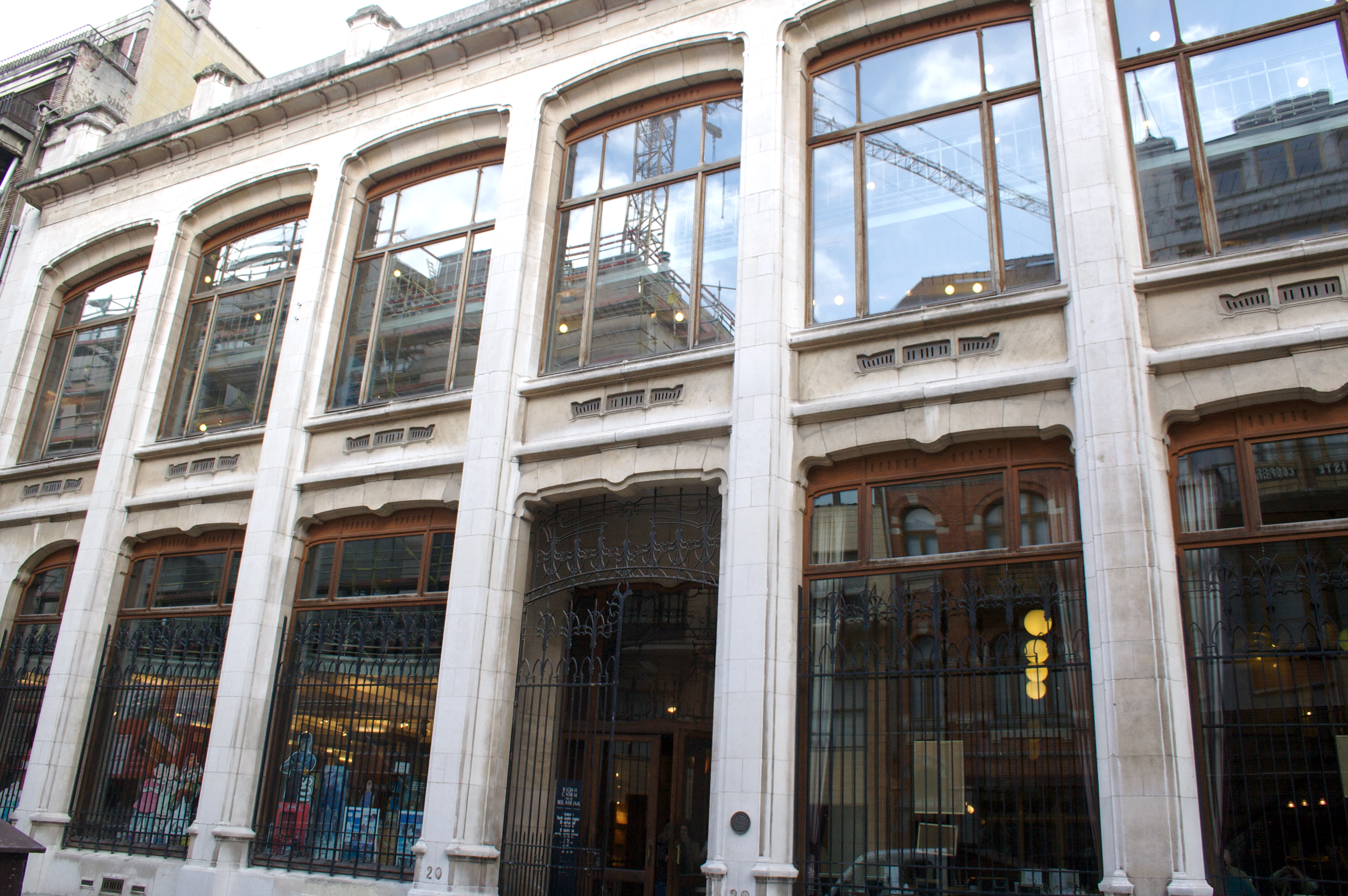
نمای فروشگاه‌های وُاکز سابق، اکنون مرکز کمیک استریپ بلژیک، بروکسل (۱۹۰۵)
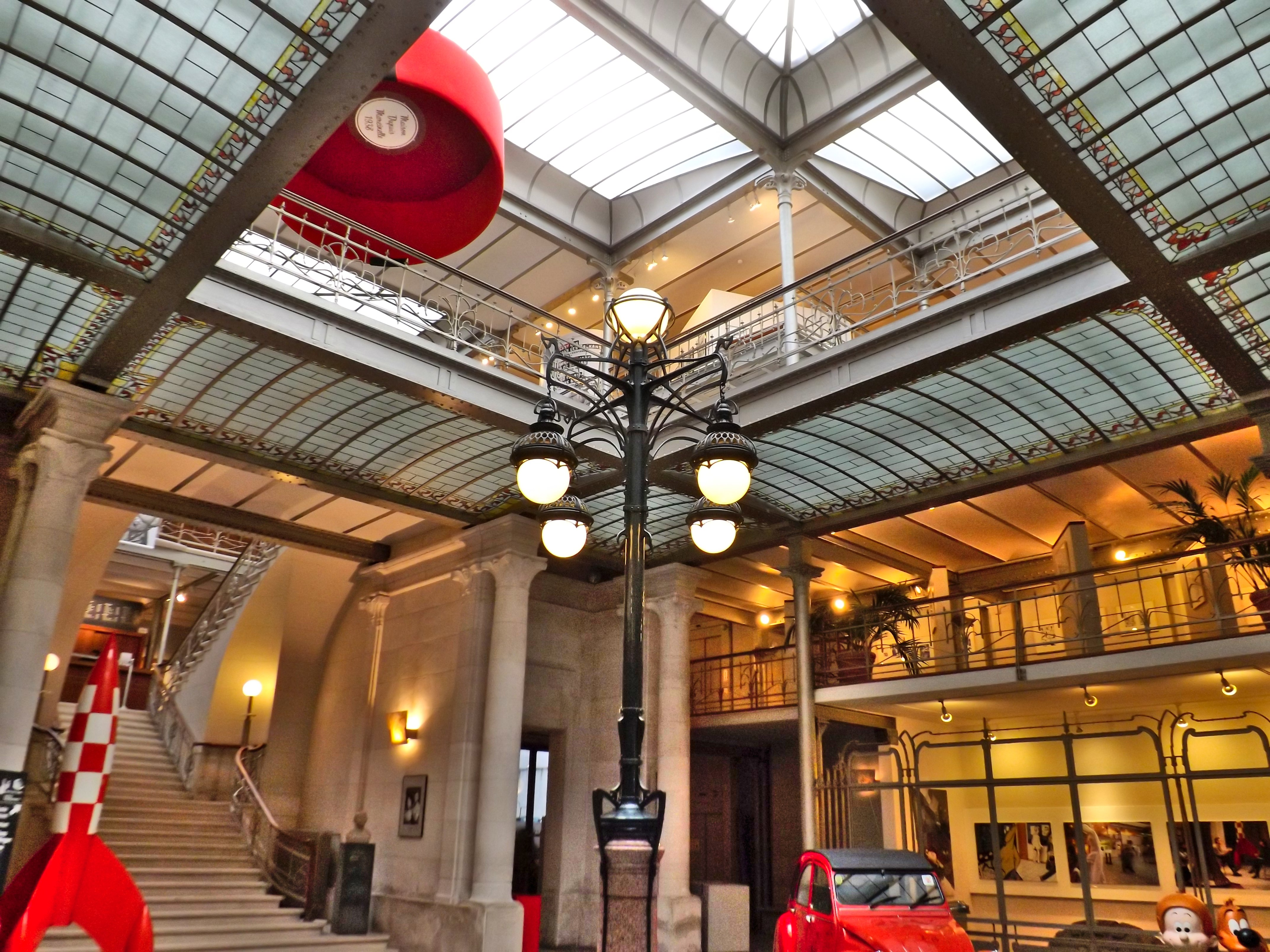
سالن ورودی فروشگاه‌های وُاکز سابق، اکنون مرکز کمیک استریپ بلژیک
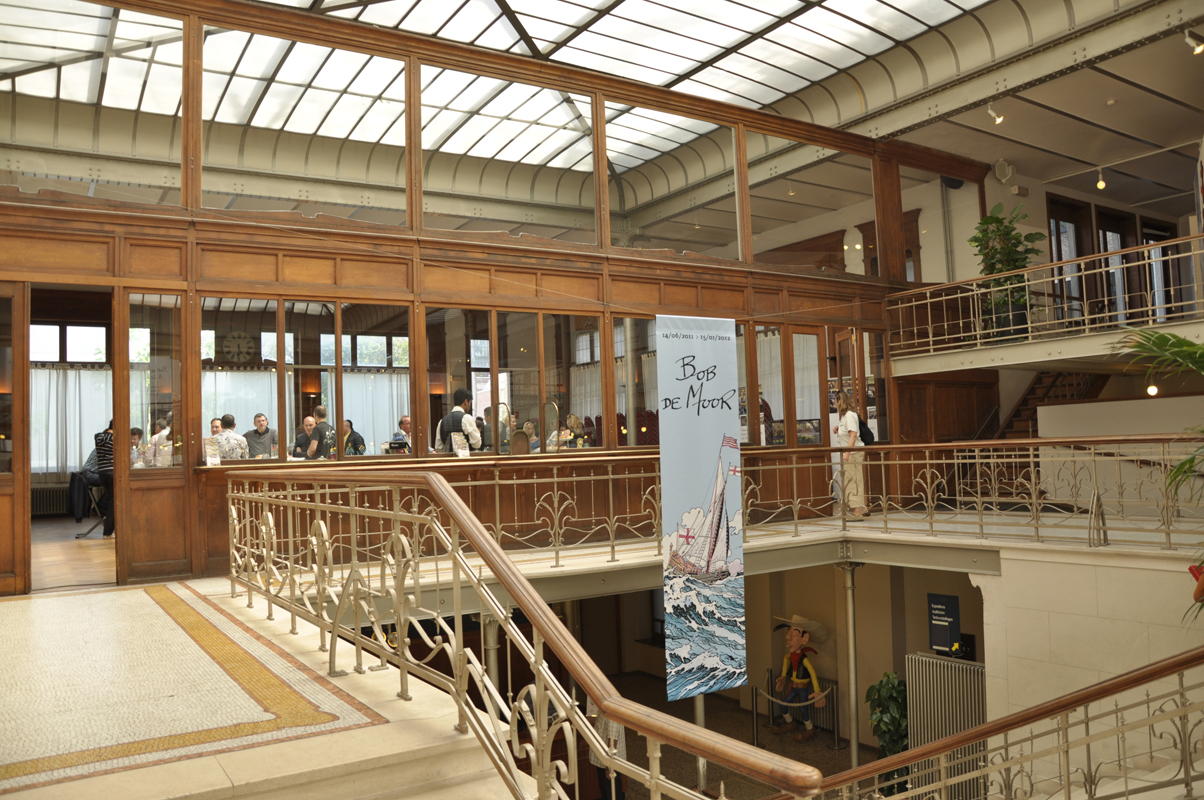
طبقه بالای مرکز کمیک استریپ بلژیک

### بیمارستان دانشگاه بروگمن (۱۹۰۶)
در سال ۱۹۰۶ میلادی، هورتا مأموریت بیمارستان جدید دانشگاه بروگمن (در حال حاضر سایت ویکتور هورتا از بیمارستان دانشگاه بروگمن) را پذیرفت. طراحی هورتا که برای در نظر گرفتن نظرات پزشکان و مدیران بیمارستان طراحی شده بود، عملکردهای بیمارستان را به تعدادی پاویون کم ارتفاع که در محوطۀ پارک ۱۸ هکتاری (۴۴ جریب) پراکنده شده بودند، تفکیک کرد و کار در سال ۱۹۱۱ میلادی آغاز شد. در طول جنگ جهانی اول مورد استفاده قرار گرفت، افتتاح رسمی آن تا سال ۱۹۲۳ میلادی به تعویق افتاد.

## جنگ جهانی اول - سفر به ایالات متحده
در فوریۀ ۱۹۱۵ میلادی، زمانی که جنگ جهانی اول در جریان بود و بلژیک اشغال شده بود، هورتا به لندن نقل مکان کرد و در کنفرانس برنامه‌ریزی شهری دربارۀ بازسازی بلژیک، که توسط انجمن بین‌المللی باغ‌شهرها و برنامه‌ریزی شهری سازماندهی شده بود، شرکت کرد. او که قادر به بازگشت به بلژیک نبود، در پایان سال ۱۹۱۵ میلادی به ایالات متحدۀ آمریکا سفر کرد و در آنجا یک مجموعه سخنرانی در دانشگاه‌های آمریکایی از جمله: کرنل، هاروارد، ام‌آی‌تی، کالج اسمیت، کالج ولزلی و ییل ایراد کرد. در سال ۱۹۱۷ میلادی، او با عنوان سخنران یادبود چارلز الیوت نورتون و استاد معماری در دانشگاه جرج واشینگتن نام گرفت.
پروژه‌های بعدی - آغاز مدرنیسم (۱۹۳۹–۱۹۱۹)
در بازگشت هورتا به بروکسل در ژانویۀ ۱۹۱۹ میلادی، او خانه و کارگاه خود را در «خیابان آمریکایی» فروخت، و همچنین عضو کامل آکادمی سلطنتی بلژیک شد. ریاضت پس از جنگ به این معنی بود که هنر نو دیگر مقرون به صرفه یا مد روز نیست. از این نقطه به بعد، هورتا که در دهۀ گذشته به تدریج سبک خود را ساده کرده بود، دیگر از فرم‌های ارگانیک استفاده نکرد و در عوض طرح‌های خود را بر اساس هندسی استوار کرد. او همچنان به استفاده از نقشه‌های منطقی طبقات، و به‌کارگیری آخرین پیشرفت‌ها در فن‌آوری ساختمان و مهندسی خدمات ساختمان ادامه داد. همچون مرکز هنرهای زیبا در بروکسل، مرکز فرهنگی چند منظوره که به سبک هندسی و بیشتر شبیه به آرت دکو طراحی شده‌ است.

### مرکز هنرهای زیبا (۱۹۲۹–۱۹۲۳)
هورتا طرح‌های مرکز هنرهای زیبا را در سال ۱۹۱۹ میلادی توسعه داد و ساخت آن در سال ۱۹۲۳ میلادی آغاز شد. در سال ۱۹۲۹ میلادی تکمیل شد. در ابتدا قرار بود از سنگ ساخته شود، اما هورتا طرح جدیدی از بتن مسلح با قاب فولادی ساخت. او قصد داشت بتن را در فضای داخلی در معرض دید قرار دهد، اما ظاهر نهایی انتظارات او را برآورده نکرد و او آن را پوشاند. خود سالن کنسرت به  شکل بیضی غیرمعمول یا تخم‌مرغی است و با گالری‌ها، اتاق‌های ملاقات و سایر اتاق‌های کاربردی همراه است. این ساختمان در یک سایت پیچیده در دامنۀ تپه قرار دارد و هشت طبقه را اشغال می‌کند که بیشتر آن زیر زمین است. همچنین باید به گونه‌ای طراحی می‌شد که از منظرۀ کاخ سلطنتی، روی تپه درست بالای آن جلوگیری کند.
در سال ۱۹۲۷ میلادی، هورتا مدیر آکادمی سلطنتی هنرهای زیبا در بروکسل شد، این سمت را تا سال ۱۹۳۱ میلادی به مدت چهار سال حفظ کرد. به پاس قدردانی از کار او، هورتا در سال ۱۹۳۲ میلادی توسط پادشاه آلبرت اول عنوان بارون را دریافت کرد.

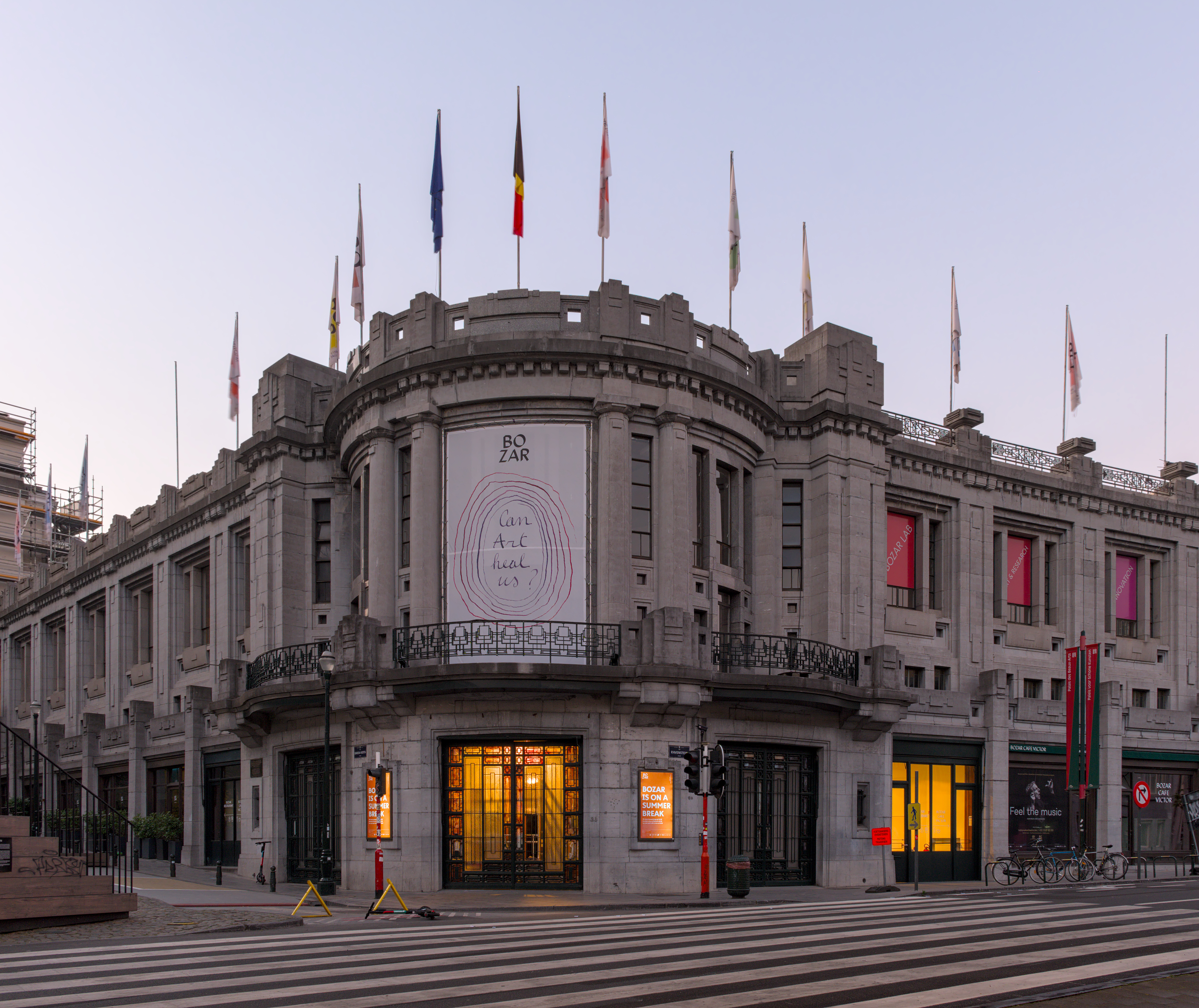
مرکز هنرهای زیبا، بروکسل (۱۹۲۹–۱۹۲۳)
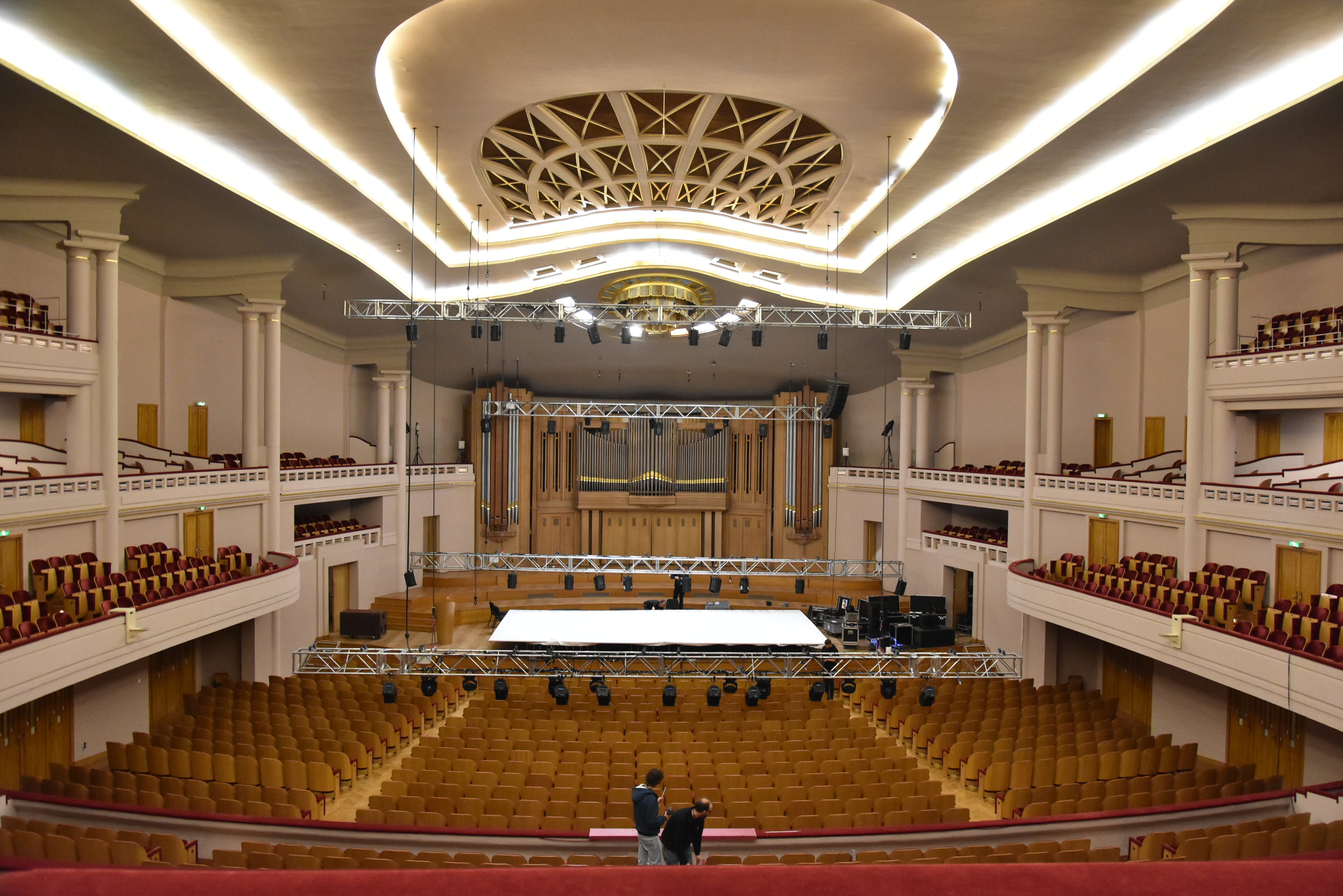
سالن هانری له بوئوف در مرکز هنرهای زیبا
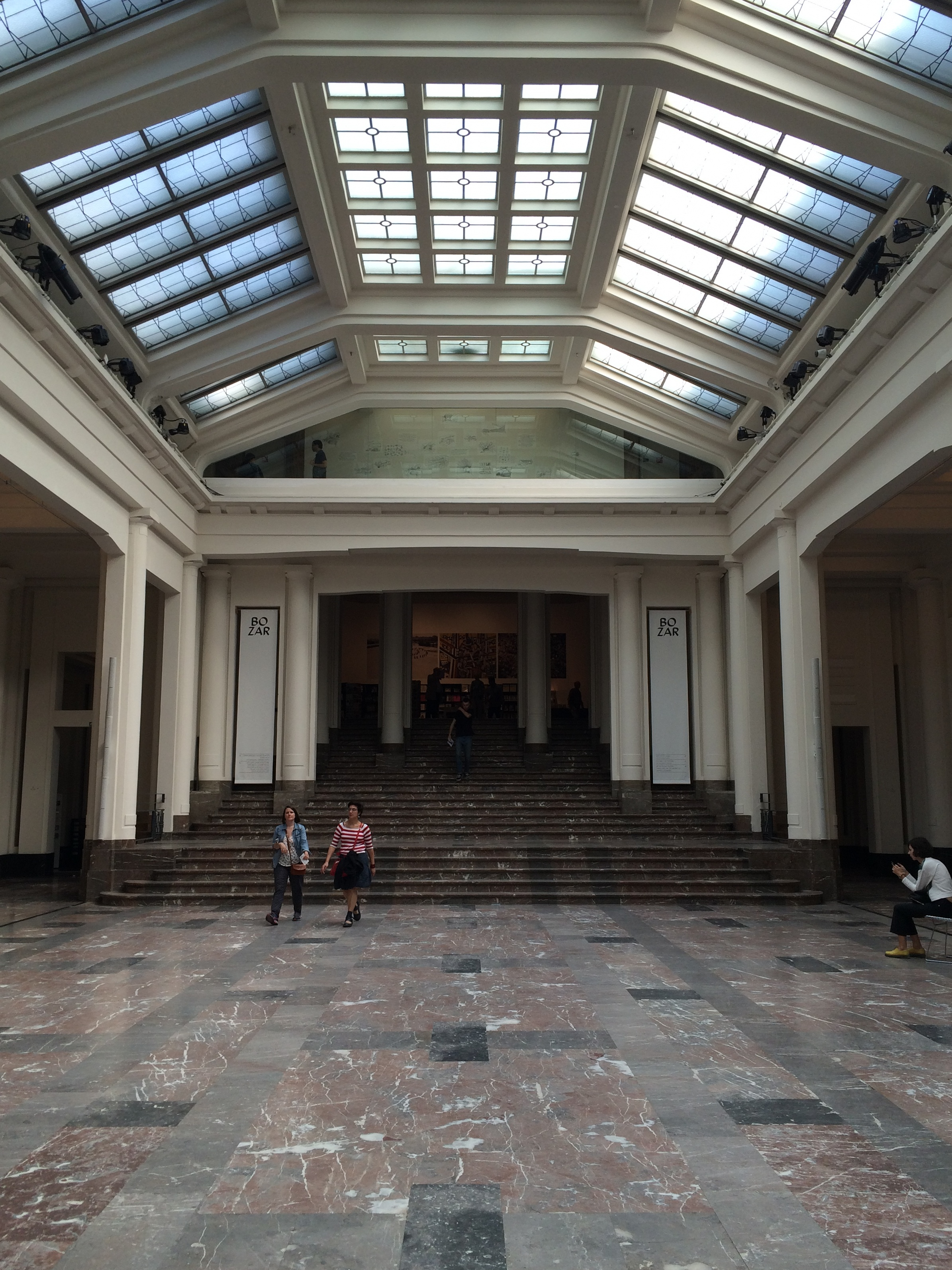
سالن نمایشگاه مرکز هنرهای زیبا
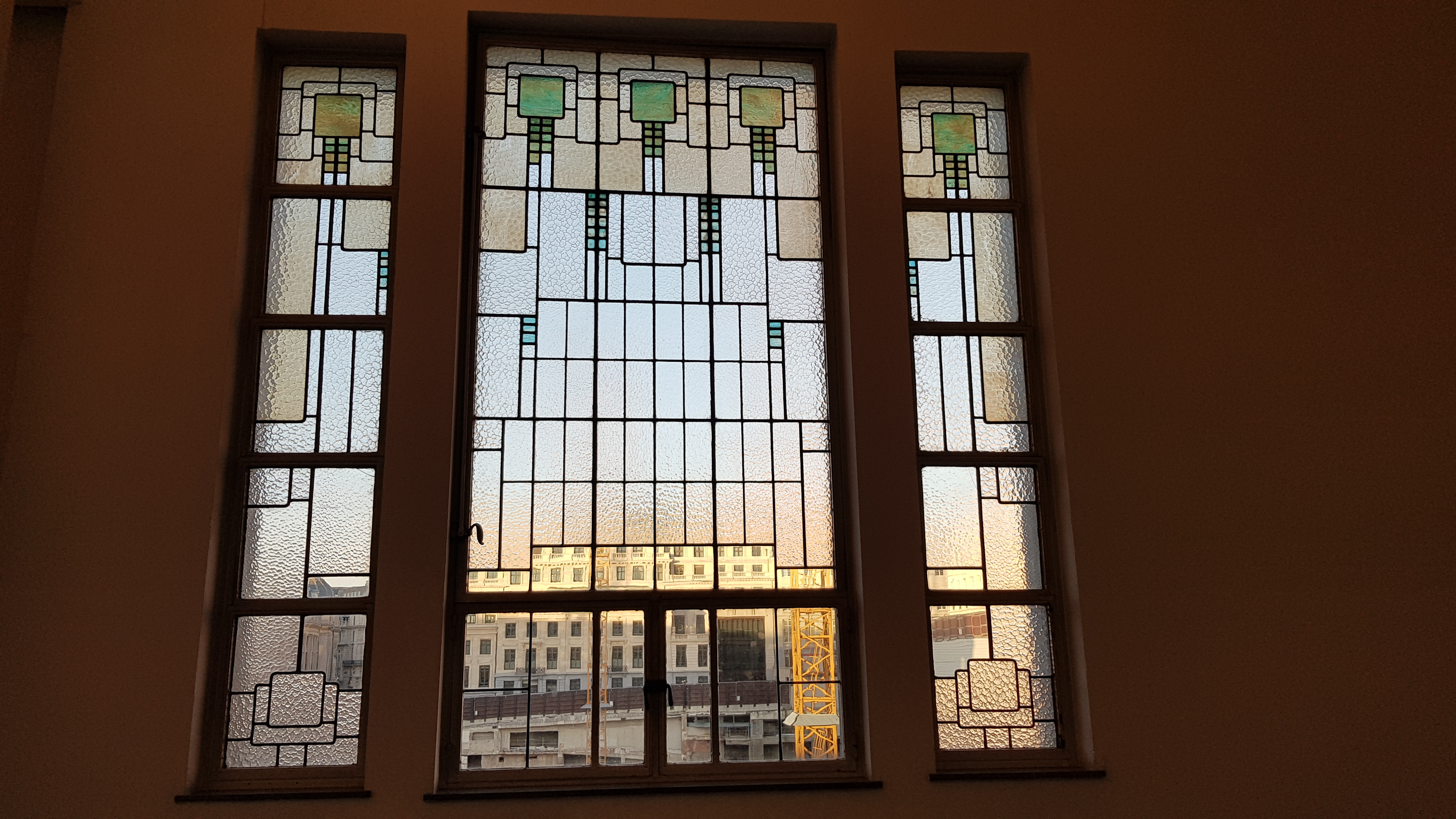
پنجره مرکز هنرهای زیبا

### ایستگاه مرکزی بروکسل (۱۹۵۲–۱۹۱۳)
در سال ۱۹۱۰ میلادی، هورتا شروع به کار بر روی طرح‌های بلندپروازانه‌ترین و طولانی‌ترین پروژۀ خود کرد: ایستگاه مرکزی بروکسل. او به‌ طور رسمی در سال ۱۹۱۳ میلادی به عنوان معمار مأموریت یافت تا پروژه را آغاز کند، اما کار در واقع تا پس از جنگ جهانی دوم، در سال ۱۹۵۲ میلادی آغاز نشد. در ابتدا برنامه‌ریزی شده بود که ایستگاه فقط بخشی از یک پروژۀ بازسازی بسیار بزرگتر باشد، که هورتا در دهۀ ۱۹۲۰ میلادی تصور کرده بود، اما این مهم هرگز محقق نشد.
شروع ساخت و ساز به دلیل طولانی شدن روند خرید و تخریب بیش از هزار ساختمان در مسیر راه‌آهن جدید میان ایستگاه‌های اصلی بروکسل و سپس به دلیل جنگ جهانی اول به‌ طور جدی به تأخیر افتاد. نهایتاً ساخت و ساز در سال ۱۹۳۷ میلادی به عنوان بخشی از برنامه‌ها برای تقویت اقتصاد در طول رکود بزرگ، (پیش از اینکه دوباره با شروع جنگ جهانی دوم به تعویق بیفتد)، آغاز شد. هورتا زمانی که در سال ۱۹۴۷ میلادی درگذشت، هنوز در ایستگاه کار می‌کرد. این ایستگاه در نهایت، طبق نقشه‌های او، توسط همکارانش به رهبری ماکسیم برونفو تکمیل شد. و در ۴ اکتبر ۱۹۵۲ میلادی افتتاح شد.

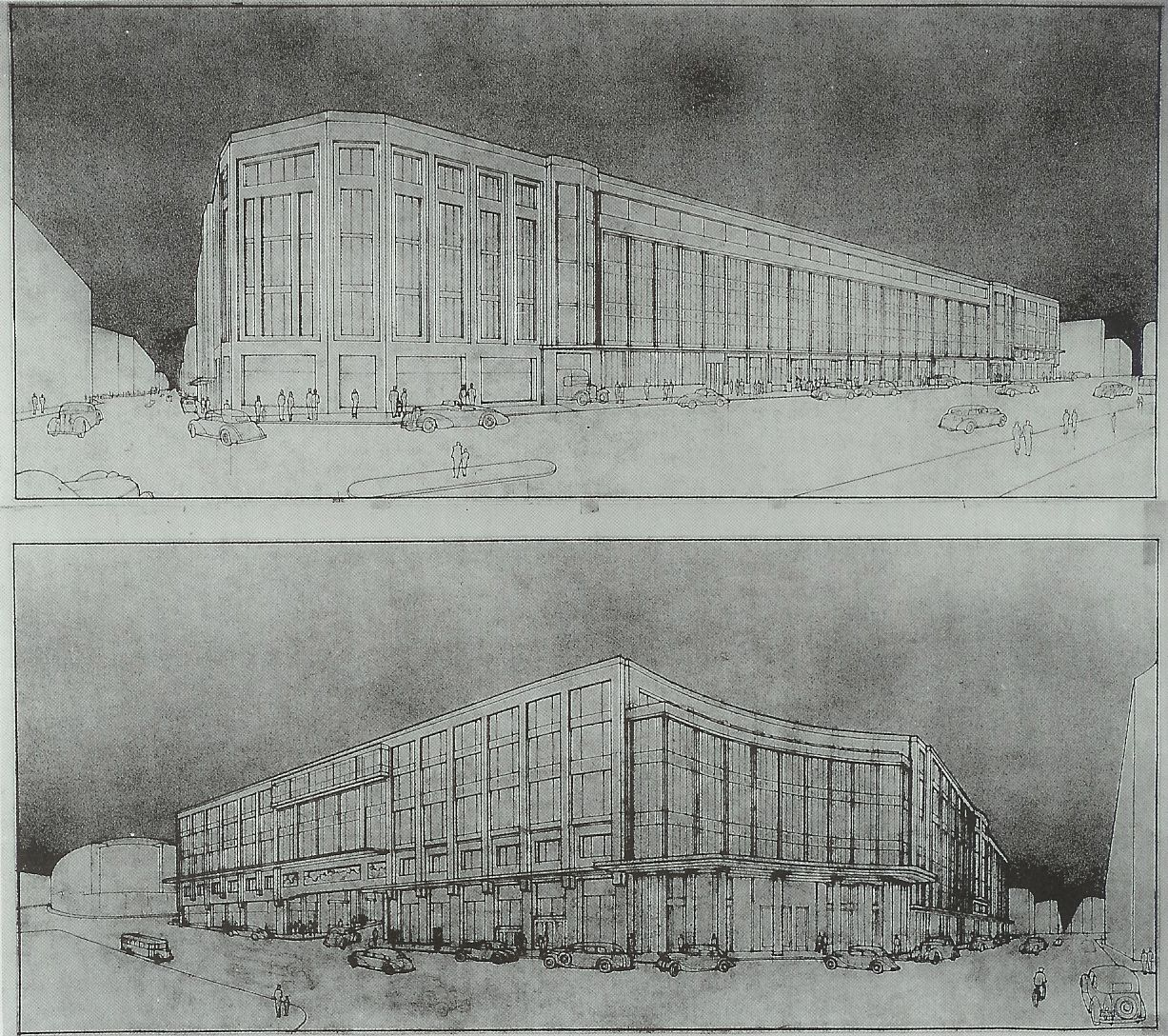
طرح‌های اولیهٔ ایستگاه مرکزی بروکسل اثر: ویکتور هورتا (۱۹۵۲–۱۹۱۳)
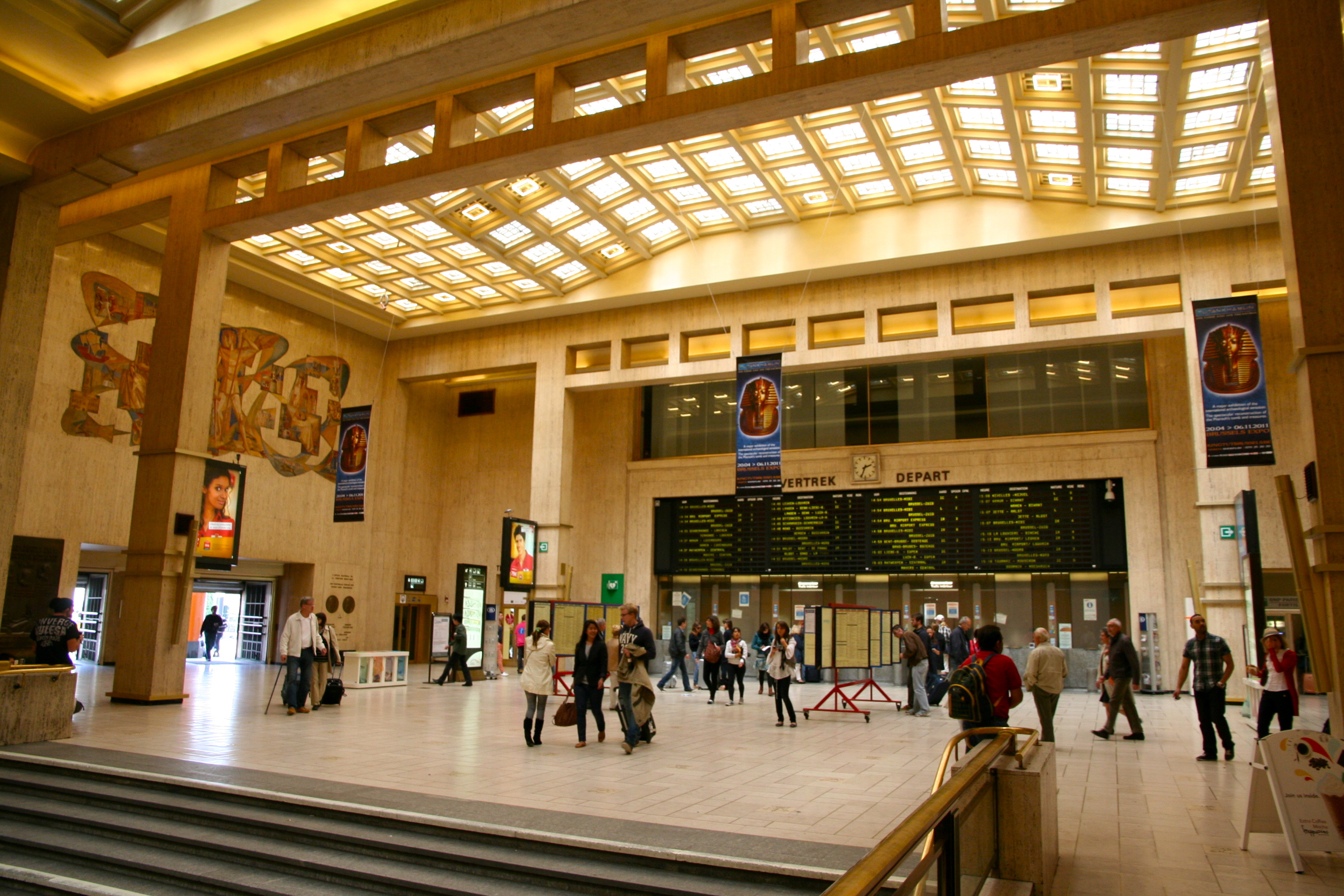
سالن اصلی ایستگاه مرکزی بروکسل
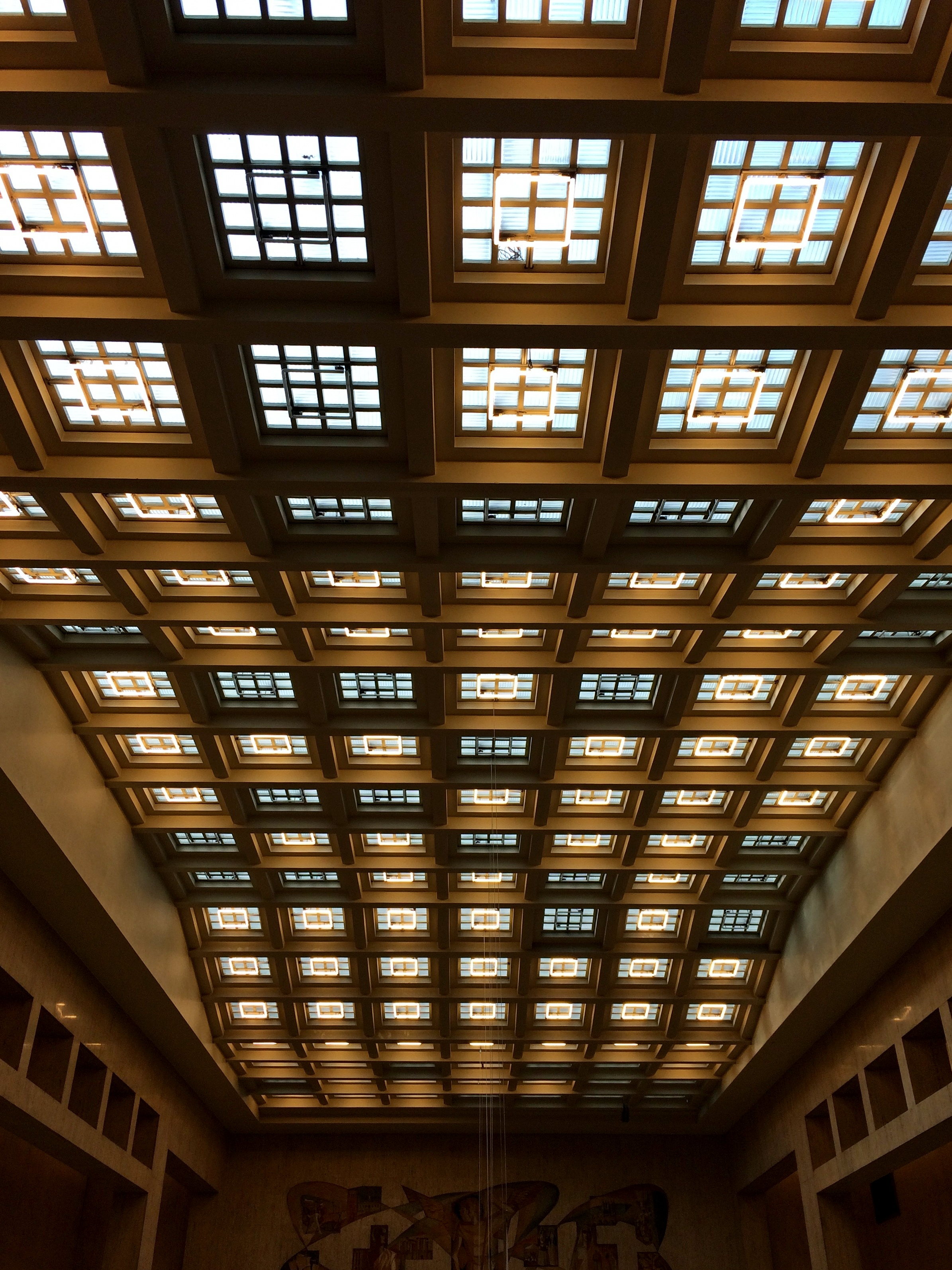
سقف ایستگاه مرکزی بروکسل
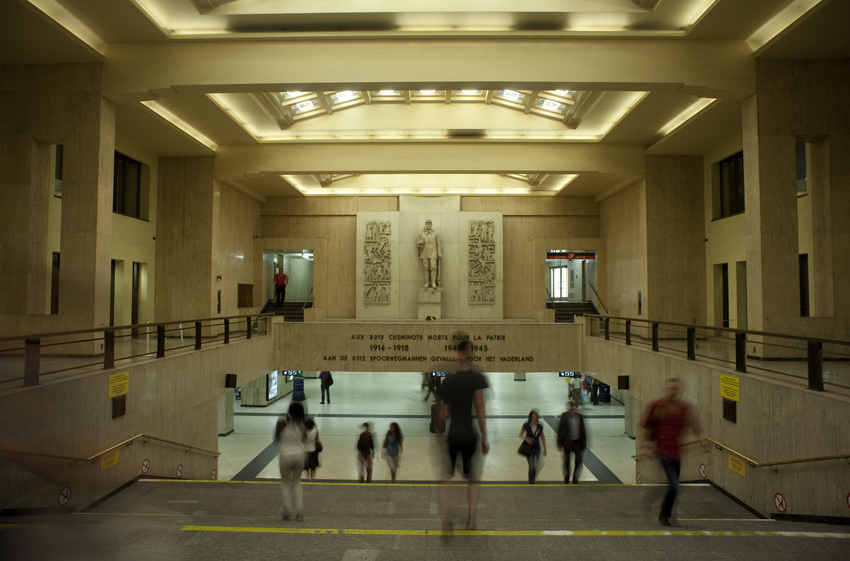
پلکان ایستگاه مرکزی بروکسل با تیرهای فولادی نمایان

## مبلمان
هورتا به‌ طور معمول نه تنها ساختمان، بلکه مبلمان را نیز متناسب با سبک خاص خود طراحی می‌کرد. مبلمان او به اندازۀ خانه‌هایش مشهور شدند؛ نمایشگاه‌هایی از مبلمان او در نمایشگاه جهانی ۱۹۰۰ میلادی در پاریس و نمایشگاه هنرهای تزئینی مدرن تورین در سال ۱۹۰۲ میلادی به نمایش گذاشته شد. این آثار اغلب دست‌ساز بودند و مبلمان هر خانه‌ای نیز متفاوت بود. در بسیاری از موارد مبلمان بیشتر از خانه دوام می‌آوردند. عیب آن‌ها این بود که از آنجایی که با خانه مطابقت داشتند، نمی‌توان آن‌ها را بدون اینکه هماهنگی اتاق را بر هم زنند، به هیچ سبک دیگری تغییر داد.

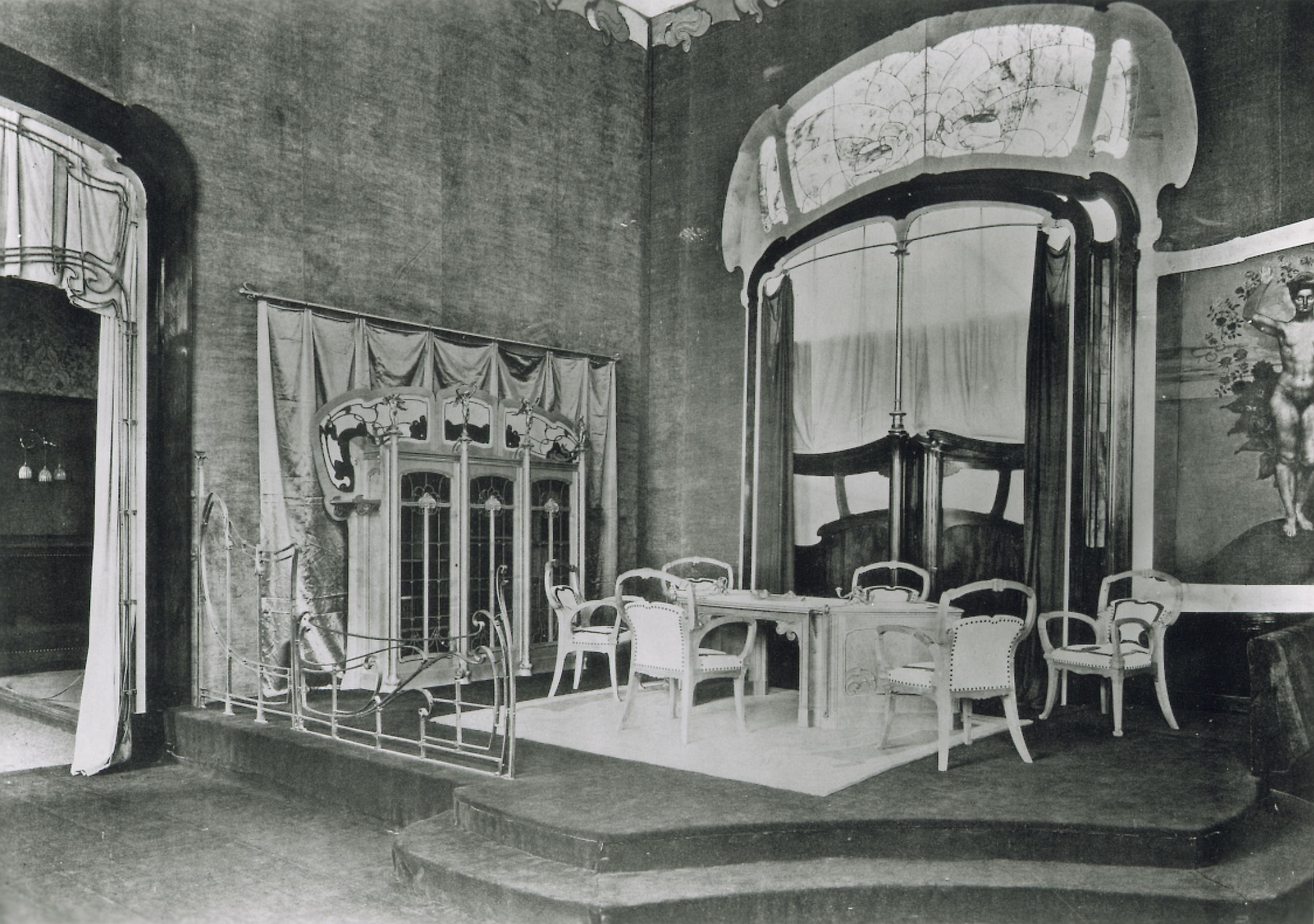
اتاق غذاخوری اثر: ویکتور هورتا که در نمایشگاه بین‌المللی تورین ۱۹۰۲ میلادی نمایش داده شد
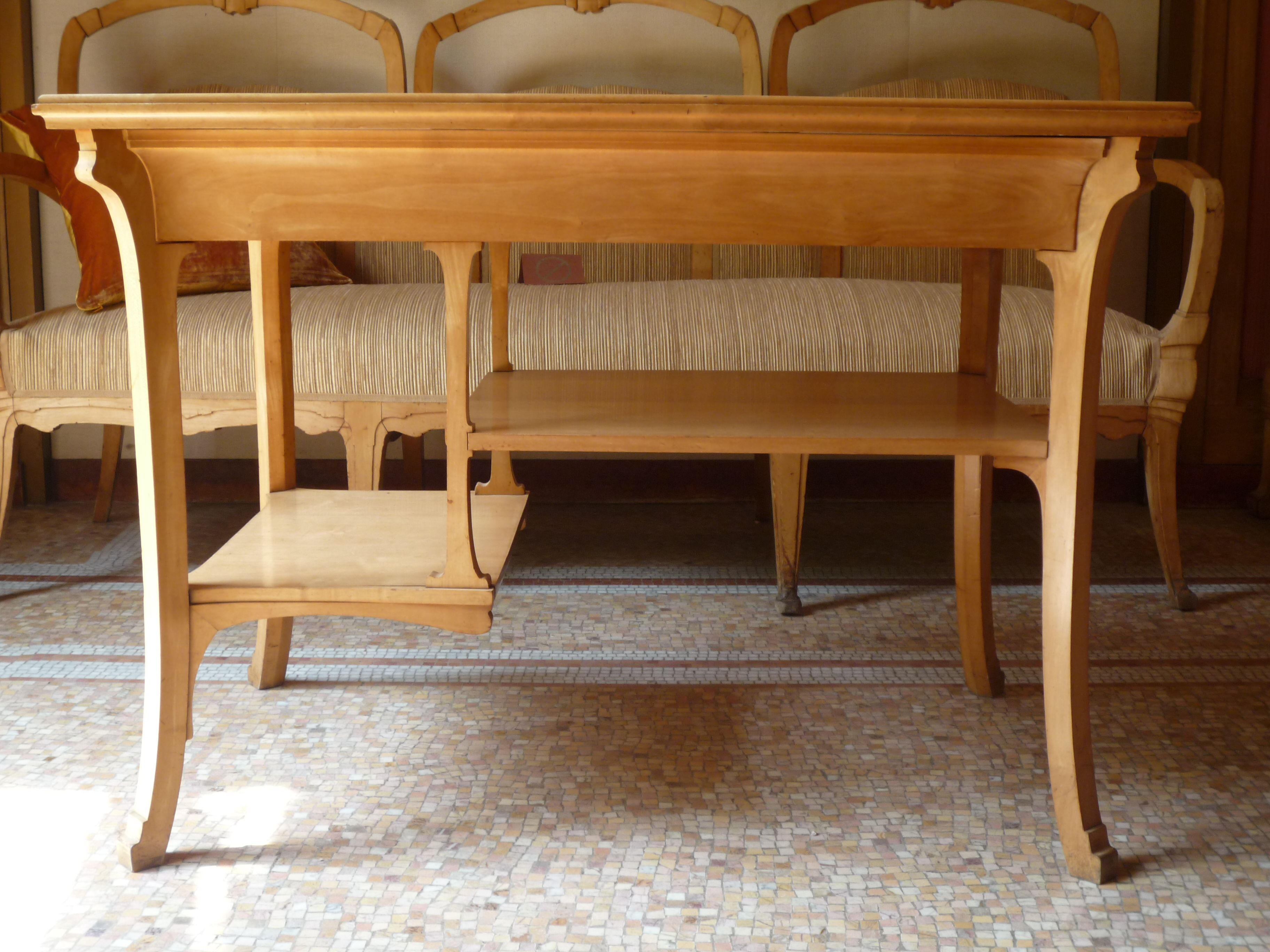
میز طراحی شده توسط هورتا برای نمایشگاه تورین ۱۹۰۲ میلادی
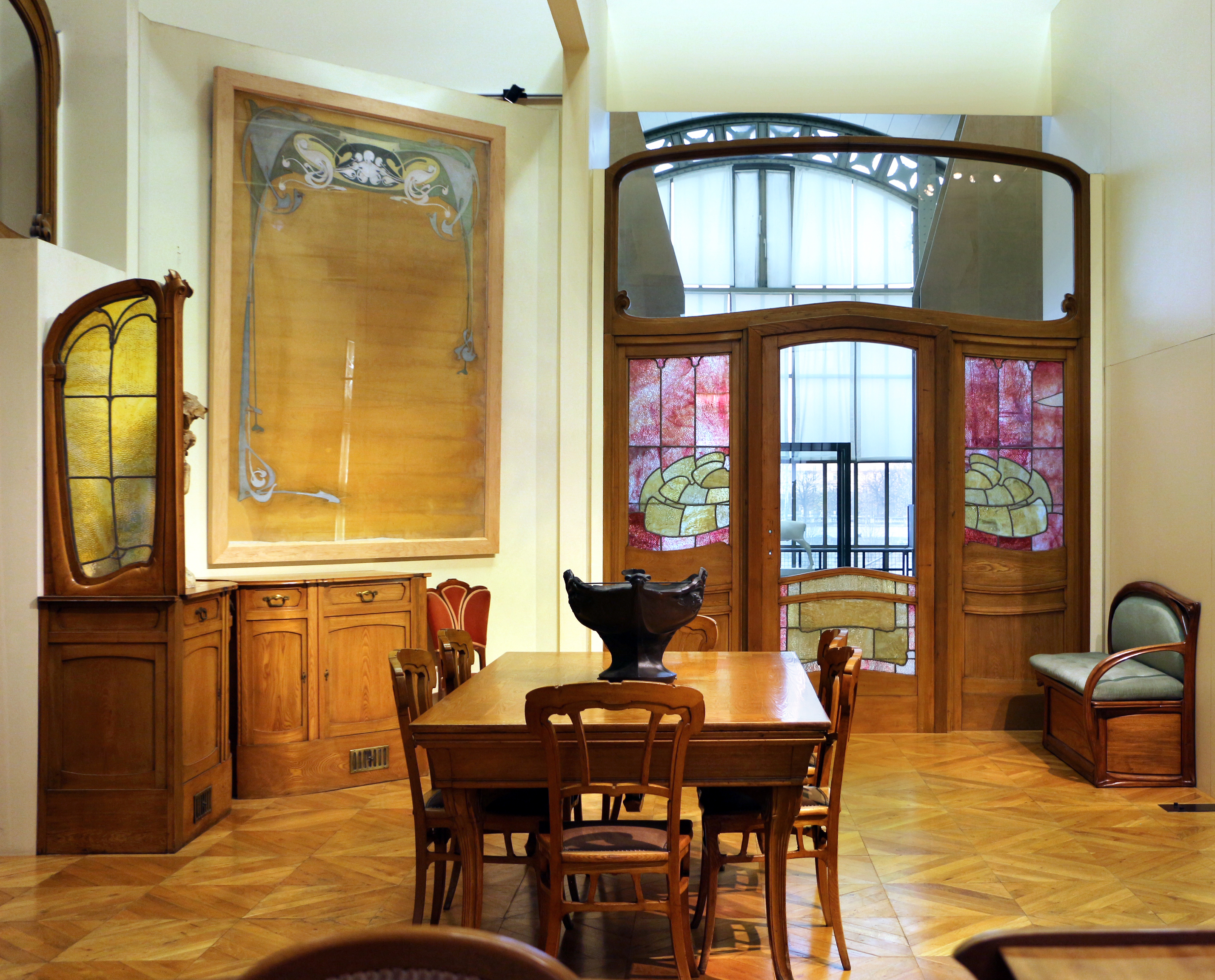
مبلمان اتاق ناهارخوری و پانل دیواری از هتل اوبک (۱۹۰۴–۱۹۰۲)
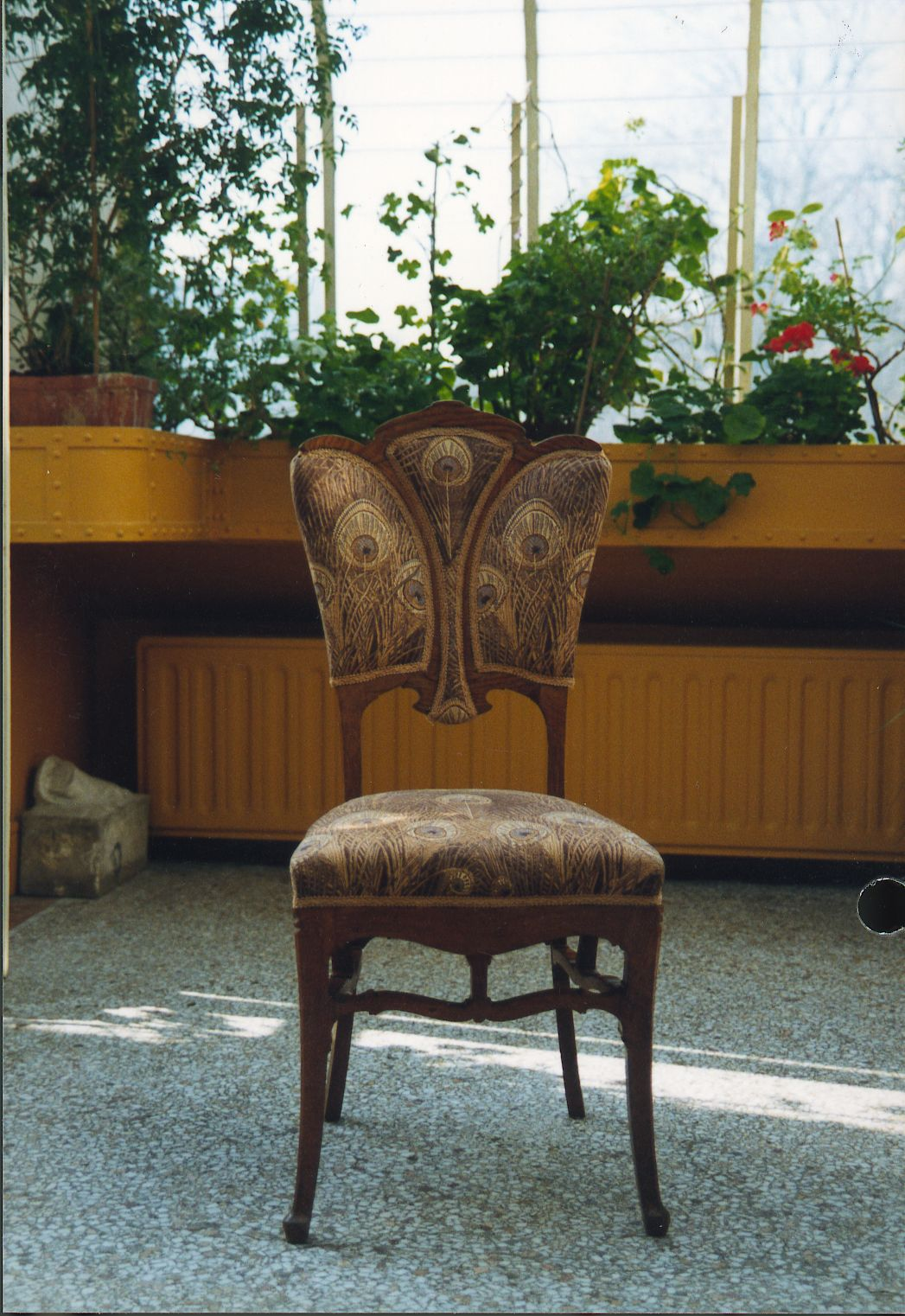
صندلی طاووس از هتل تاسل یا قلعۀ لئولپ
صندلی ماهون (۱۹۰۰) (موزۀ هنر کلیولند)
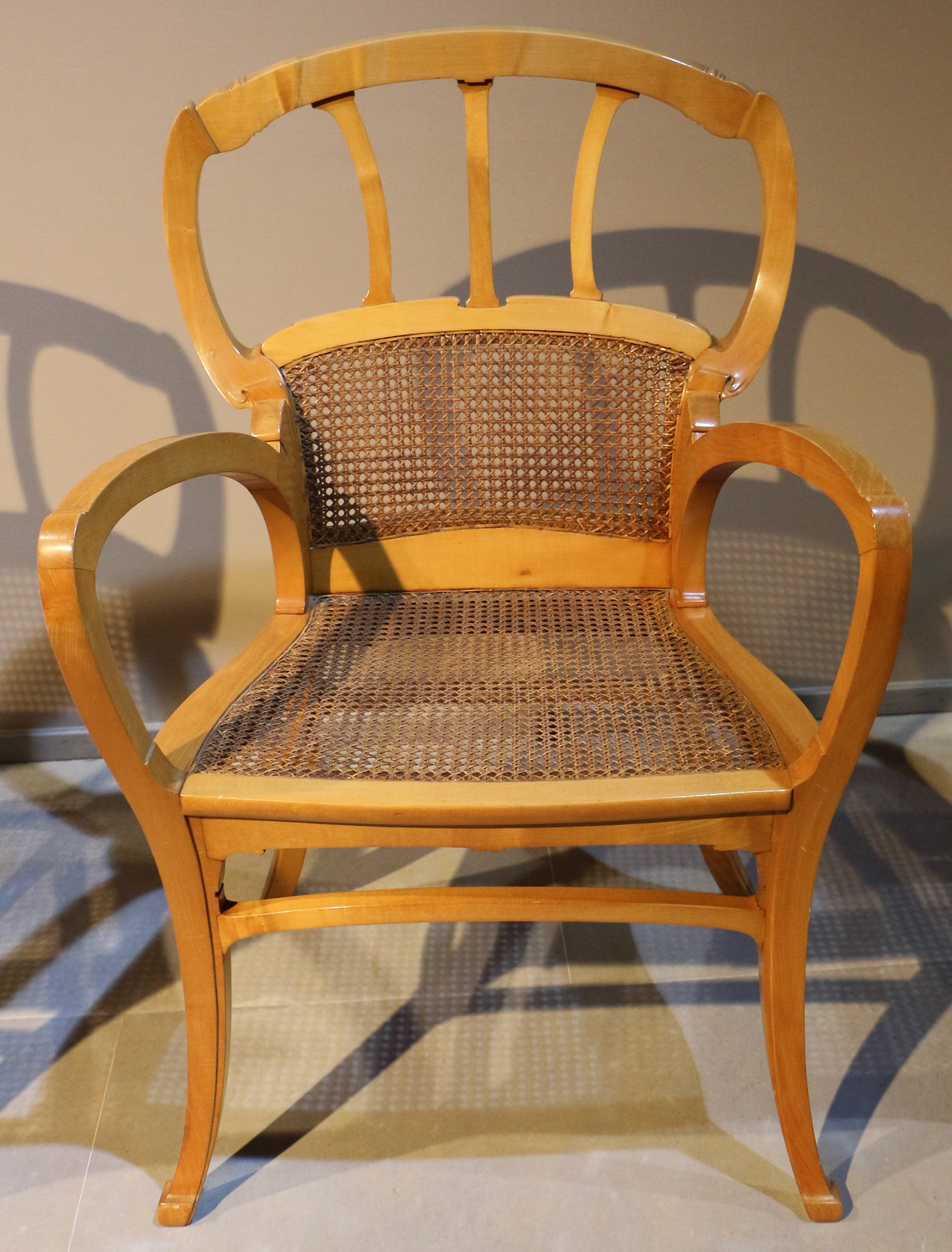
صندلی از هتل اوبک (۱۹۰۲–۱۹۰۴)، اکنون در موزۀ اورسی، پاریس

## زندگی شخصی
هورتا و همسر اولش در سال ۱۹۰۶ میلادی طلاق گرفتند. او در سال ۱۹۰۸ میلادی با همسر دوم خود جولیا کارلسون ازدواج کرد.
در سال ۱۹۲۵ میلادی، او معمار افتخاری برای پاویون بلژیک در نمایشگاه بین‌المللی هنرهای تزیینی و صنعتی مدرن در پاریس بود، نمایشگاهی که نام خود را به آرت دکو داد. در همان سال، او مدیر بخش هنرهای زیبای آکادمی سلطنتی هنرهای زیبای بلژیک شد.
در سال ۱۹۳۷ میلادی، او طراحی آخرین کار خود، ایستگاه مرکزی بروکسل را به پایان رساند. در سال ۱۹۳۹ میلادی، آغاز به ویرایش خاطرات خود کرد. او در ۸ سپتامبر ۱۹۴۷ میلادی درگذشت و در گورستان ایکسل در بروکسل به خاک سپرده شد.

### میراث
پس از شکست محبوبیت آر نوو، بسیاری از ساختمان‌های هورتا ویران شدند که مهمترین آن‌ها «خانهٔ مردم» (مزون دو پُیپل) است که در سال ۱۹۶۵ میلادی تخریب شد، همان‌ طور که در بالا ذکر شد. با این حال، چندین ساختمان هورتا تا به امروز در بروکسل پابرجا هستند و برخی برای گشت و سیاحت در دسترس هستند. برجسته‌ترین آن‌ها فروشگاه‌های وُاکز، که سابقاً یک فروشگاه بزرگ منسوجات بود (اکنون مرکز کمیک استریپ بلژیک)، و همینطور چهار خانۀ اختصاصی او (هتل‌ها) که به عنوان میراث جهانی یونسکو تعیین شده‌‌اند:
- هتل تاسل، طراحی و ساخته شده برای پروفسور امیل تاسل از ۱۸۹۲ تا ۱۸۹۳ میلادی.
- هتل سلوی، طراحی و ساخته شده از ۱۸۹۵ تا ۱۹۰۰ میلادی.
- هتل ون ایتولده، طراحی و ساخته شده از ۱۸۹۵ تا ۱۸۹۸ میلادی.
- خانه و استودیو هورتا، طراحی شده در سال ۱۸۹۸ میلادی، در حال حاضر موزۀ هورتا (اختصاص داده شده به آثار او).

## افتخارات
- ۱۹۱۹ میلادی:
  - افسر نشان تاج.[۲۷]

نشان خاندان بارون هورتا

  - عضو آکادمی سلطنتی علوم، ادبیات و هنرهای زیبای بلژیک.[۲۸]
- ۱۹۲۰ میلادی: افسر نشان لئوپولد.[۲۹]
- ۱۹۲۵ میلادی: مدیر کلاس هنرهای زیبای آکادمی سلطنتی علوم، ادبیات و هنرهای زیبای بلژیک.[۲۹]
- ۱۹۳۲ میلادی: با فرمان سلطنتی بارون هورتا را ایجاد کردند و نشان خاندان به او اعطاء شد.

در ۶ ژانویه ۲۰۱۵ میلادی، گوگل دودل تولد ۱۵۴ سالگی او را گرامی داشت.

## فهرست آثار
- ۱۸۸۵: سه خانه، دوازده اتاق ۴۹ (توآلفکامرن ۴۹)، ۵۱، و ۵۳، در گنت (طراحی).
- ۱۸۸۹: معبد احساسات انسانی، پارک پنجاهمین سالگرد، در شهر بروکسل (یادبود حفاظت شده از سال ۱۹۷۶ میلادی).
- ۱۸۹۰: خانۀ ماتین، خیابان بوردو ۵۰، در سن-ژیل.
- ۱۸۹۰: بازسازی و دکوراسیون داخلی اقامتگاه حامی هنر هانری ون کوتسم، خیابان هنرهای ۱۶، در سن-ژوس-تان-نود (موزۀ شارلیه امروزی).
- ۱۸۹۳–۱۸۹۲: هتل تاسل، خیابان پاول-امیل جانسون، خیابان ۶، در شهر بروکسل.
- ۱۸۹۳: خانۀ اوتریک، جادۀ سنگی هاشت ۲۶۶، شئربئک.
- ۱۸۹۴: هتل وینسینگر، خیابان هتل دو لا مونه ۶۶، در سن-ژیل.
- ۱۸۹۴: هتل فریسون، خیابان لیبو ۳۷، در شهر بروکسل.
- ۱۸۹۴: استودیو برای مجسمه‌ساز گُدفروید دوریز، خیابان ایل ۷۱، در شاربیک (اصلاح شده).
- ۱۸۹۴: هتل سلوی، خیابان لوئیز ۲۲۴، در شهر بروکسل.
- ۱۸۹۵: دکوراسیون داخلی خانۀ نقاش آنا باخ، بلوار دو لا توازُن دُر ۷۸، در سن-ژیل (تخریب شد).
- ۱۸۹۸–۱۸۹۵: هتل ون ایتولده، خیابان پالمرستون ۲/۶، در شهر بروکسل.
- ۱۸۹۸–۱۸۹۶: خانهٔ مردم، محوطۀ (میدان) امیل واندرولده، در شهر بروکسل (تخریب در ۱۹۶۵ میلادی).
- ۱۸۹۹–۱۸۹۷: مهدکودک، خیابان خیابان سنت گیسلین ۴۰، در شهر بروکسل.
- ۱۹۰۰–۱۸۹۸: خانه و استودیو هورتا، خیابان آمریکایی ۲۵–۲۳، در سن-ژیل (موزۀ هورتا امروزی).
- ۱۸۹۹: خانۀ فریسون «پین‌ها»، خیابان سیرکولر ۷۰، در اوکل.
- ۱۸۹۹: هتل اوبک، خیابان لوئیز ۵۲۰، در شهر بروکسل (تخریب در سال ۱۹۵۰ میلادی).
- ۱۹۰۳–۱۸۹۹: ویلا کارپنتیر (درختان چنار)، جادهٔ دورنیکسه ۱۱–۹، در رنز.
- ۱۹۰۰: گسترش خانۀ فورنمون، خیابان گاتی دو گاموند ۱۴۹، در اوکل.
- ۱۹۰۰: فروشگاه بزرگ «نوآوری»، خیابان نوو ۱۱۱، در شهر بروکسل (در آتش‌سوزی در سال ۱۹۶۷ میلادی ویران شد).
- ۱۹۰۱: خانه و استودیو برای مجسمه‌ساز فرنان دوبوآ، خیابان بروگمان ۸۰، در فوره.
- ۱۹۰۱: خانه و استودیو برای مجسمه‌ساز پیتر-ژان براک، خیابان ابدیکاسیون ۵۱، در شهر بروکسل.
- ۱۹۰۲: هتل مکس هاله، خیابان لوئیز ۳۴۶، در شهر بروکسل.
- ۱۹۰۳: بنای یادبود تدفین یوهانس برامس آهنگساز در گورستان مرکزی وین (با همکاری مجسمه‌ساز اتریشی ایلسه تواردوفسکی-کنرات).[نیازمند منبع]
- ۱۹۰۳: فروشگاه‌های وُاکز، خیابان سبل ۲۰، در شهر بروکسل (امروزه مرکز کمیک استریپ بلژیک).
- ۱۹۰۳: خانه‌ای برای منتقد هنری ساندر پیرون، خیابان آکوئدوک ۱۵۷، در ایکسل.
- ۱۹۰۳: فروشگاه بزرگ «بازار آنسپاخ»، خیابان ایوک ۶۶، در شهر بروکسل (تخریب شد).
- ۱۹۰۳: خانۀ امیل وانک، خیابان واشینگتن ۸۵، (در سال ۱۹۲۷ میلادی توسط معمار ای. بلوم تغییر کاربری داده شد).
- ۱۹۰۳: فروشگاه بزرگ «نوآوری»، خیابان شوسهٔ ایکسل ۵۱–۳۹، در ایکسل (تبدیل شده).
- ۱۹۰۴: سالن بدنسازی برای مدرسۀ شبانه‌روزی «له پوپیلیه » (صنوبر)، در ویلوورد.
- ۱۹۰۵: ویلا فرناند دوبوآ، خیابان ماردرت، در سوسویه.
- ۱۹۰۶: بیمارستان بروگمن، محوطۀ (میدان) آرتور ون گهوشتن، در ژت (نخستین طرح؛ افتتاح در سال ۱۹۲۳ میلادی).
- ۱۹۰۷: فروشگاه‌های هیکلت، خیابان نوو ۲۰، در شهر بروکسل (تبدیل شده).
- ۱۹۰۹: فروشگاه جواهرات ولفرز، خیابان آرنبرگ ۱۳–۱۱، در شهر بروکسل.
- ۱۹۱۰: خانه‌ای برای دکتر ترواگن، ون ریسویکلان ۶۲، در آنتورپ.
- ۱۹۱۱: فروشگاه‌های آبسالون، خیابان سنت-کریستف ۴۱، در شهر بروکسل.
- ۱۹۱۱: خانۀ وینر، خیابان آسترونومی، در سن-ژوس-تان-نود، (تخریب شد).
- ۱۹۱۲: ایستگاه مرکزی بروکسل (نخستین طرح‌ها؛ تکمیل شده توسط ماکسیم برونفو و افتتاح در سال ۱۹۵۲ میلادی).
- ۱۹۲۰: مرکز هنرهای زیبا، خیابان راونشتاین، در شهر بروکسل (نخستین طرح؛ افتتاح در سال ۱۹۲۸ میلادی).
- ۱۹۲۵: پاویون بلژیک در نمایشگاه بین‌المللی هنرهای تزیینی و صنعتی مدرن پاریس در سال ۱۹۲۵ میلادی.
- ۱۹۲۸: موزه هنرهای زیبا، در تورنه.

## نگارخانه

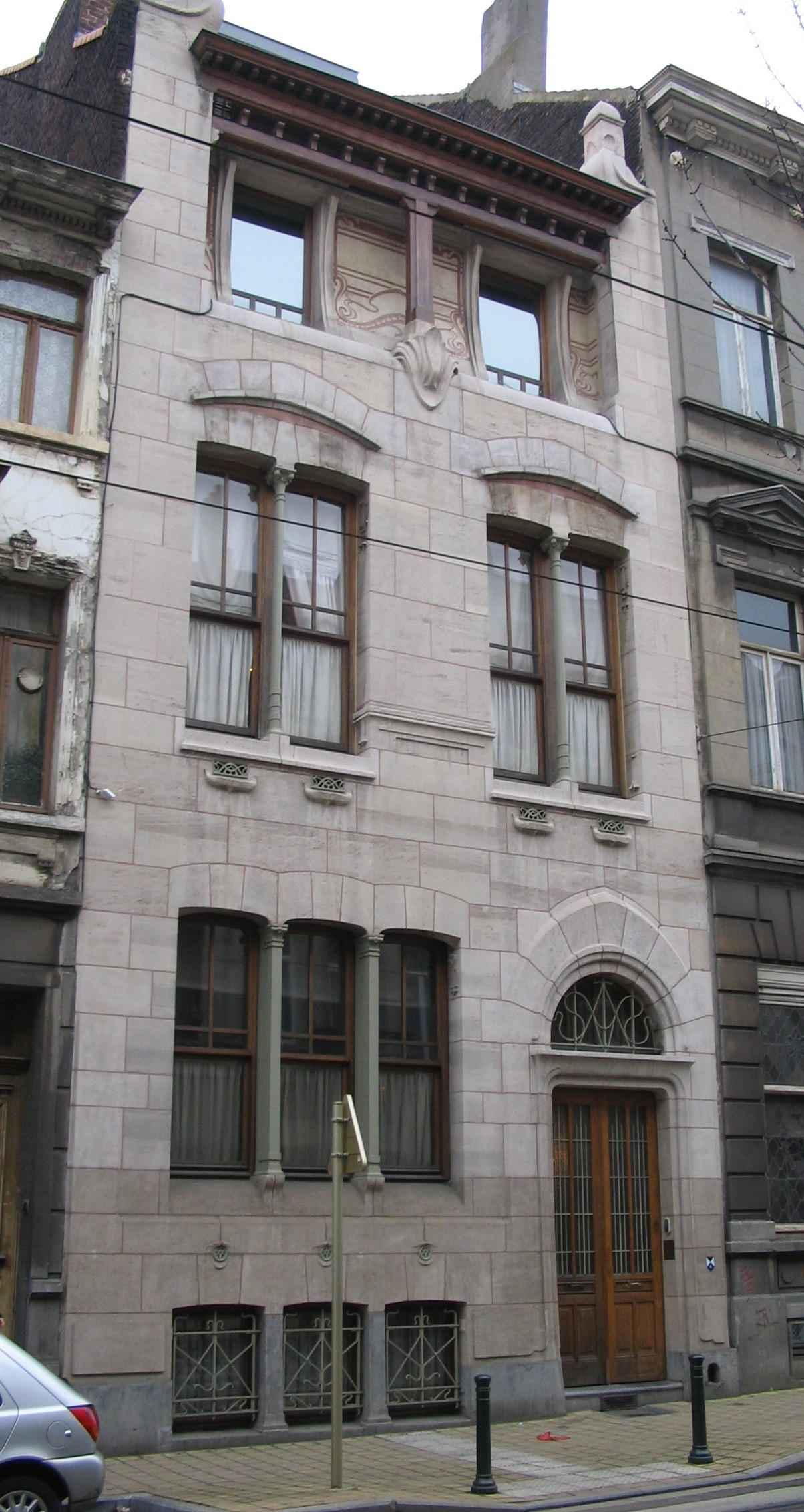
خانۀ اوتریک، بروکسل (۱۸۹۳)
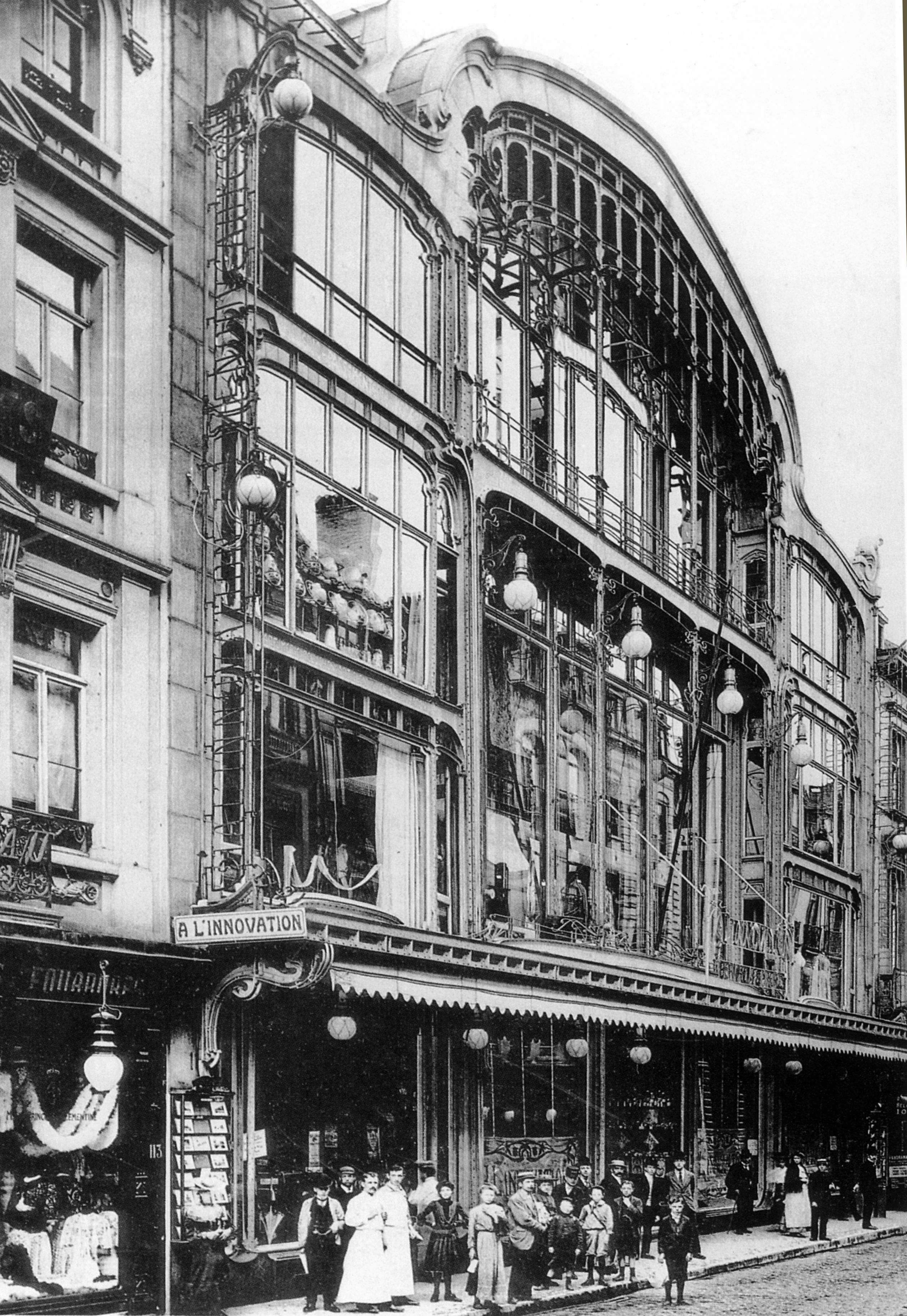
فروشگاه بزرگ «نوآوری»، بروکسل (۱۹۰۱) (تخریب شده)
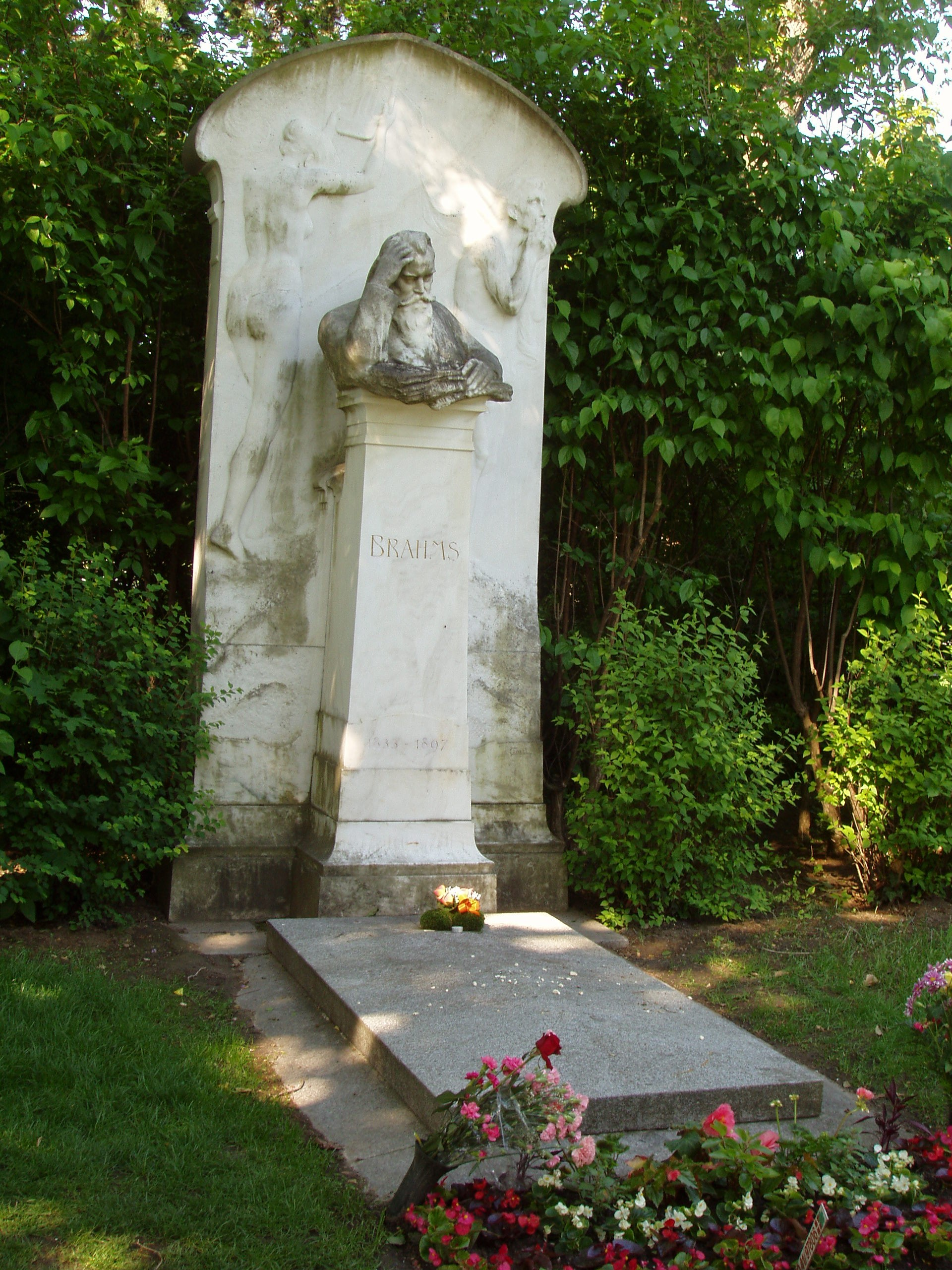
گور برامس در گورستان مرکزی وین (۱۹۰۳)
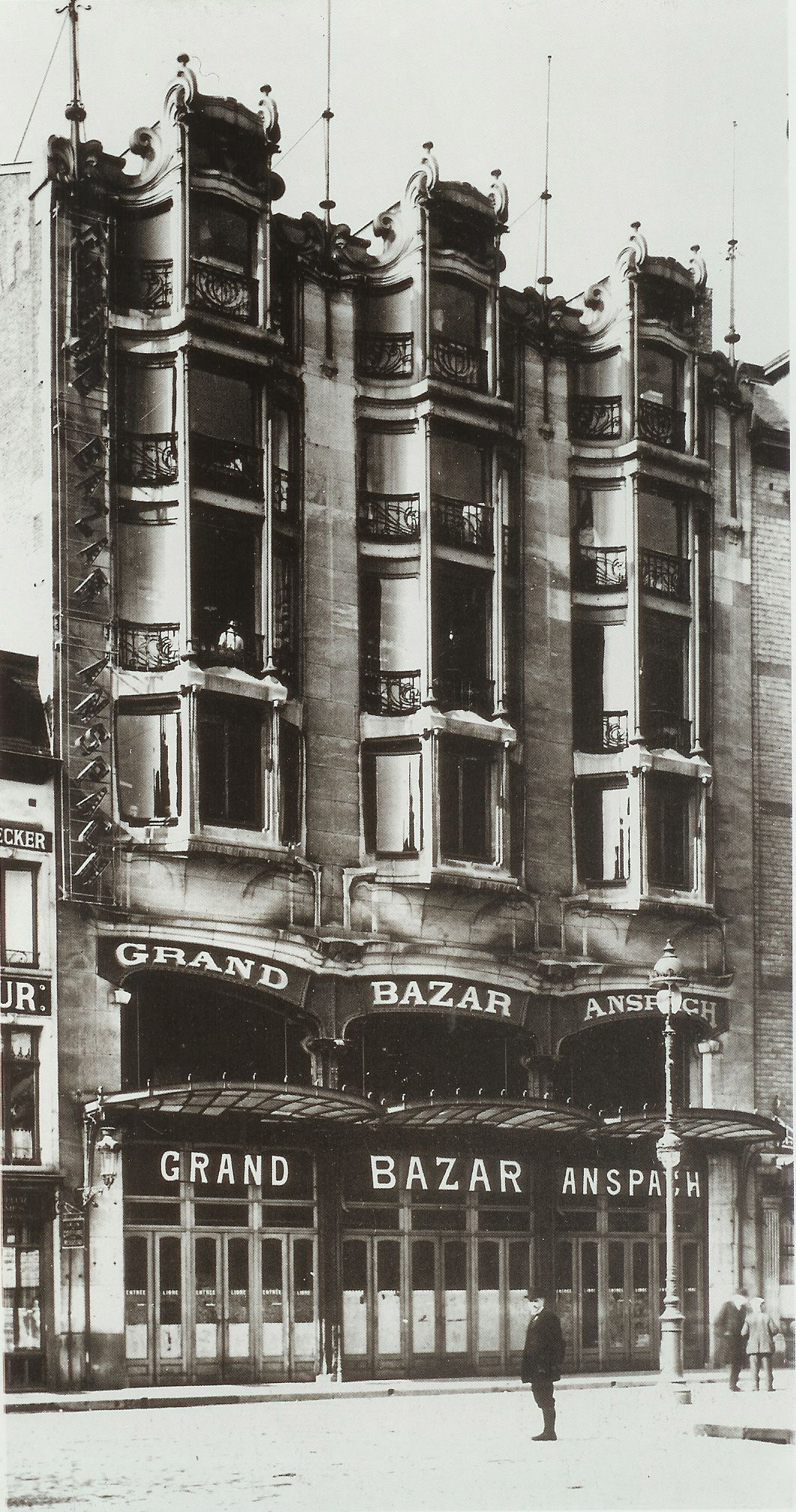
فروشگاه بزرگ بازار آنسپاخ، بروکسل (۱۹۰۳) (تخریب شده)
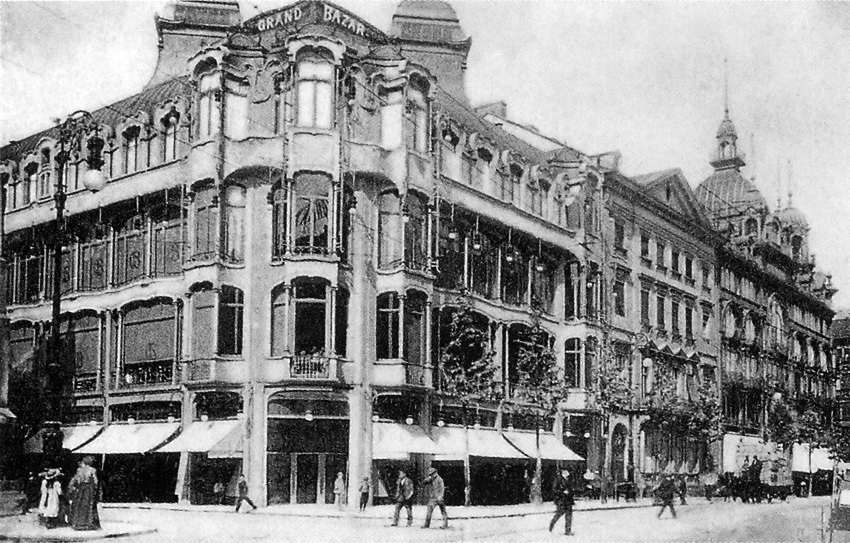
فروشگاه بزرگ «بازار بزرگ»، فرانکفورت (۱۹۰۵–۱۹۰۳) (تخریب شده)
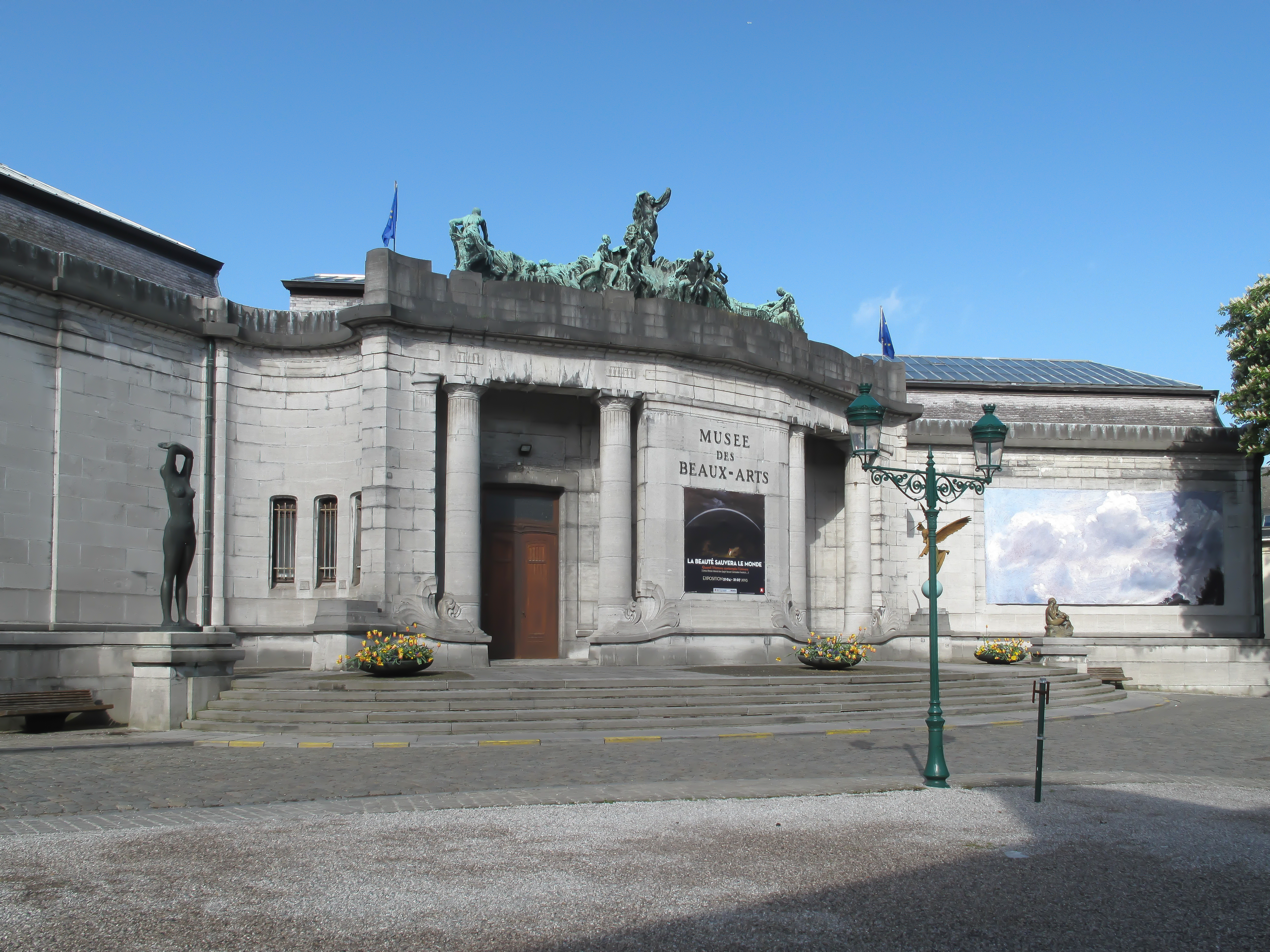
موزه هنرهای زیبا، تورنه (۱۹۲۸)